# トヨタ・ランドクルーザー
ランドクルーザー（英字表記：LAND CRUISER、英称：Toyota Land Cruiser）は、トヨタ自動車が1951年（昭和26年）から製造・販売するクロスカントリー車である。日本では「ランクル」の愛称がある。

## 概要
世界的に有名なクロスカントリー車のひとつであり、その耐久性は高い評価を受けている。特に高価格帯の80系以降のモデルが自動車盗難の筆頭として広く知られている。
「ランドクルーザー」という車名は「ジープBJ型」に代わって1954年（昭和29年）6月より使用されており、現在新車として販売されている車種（2025年〈令和7年〉2月時点）且つ、一つの車名で継続生産されている日本製の自動車の商標としては約71年という最長の歴史を持つ。
当初はジープ型の幌モデルのみでスタートしたが、55、56型登場以来5ドアの大柄な車体と先進および高級装備を持つ「ステーションワゴン」、主に業務用途向けとして多彩な車種を展開する「70ヘビー系」（ヘビーデューティ）、そして、「70ライト系」（ライトデューティ、日本国内での車名はランドクルーザーワゴン）から発展した「ランドクルーザー プラド」→「ランドクルーザー250」という、車格も仕様も異にする三系列が並行して生産・販売されている。
現行のステーションワゴン系の車種は、ランドクルーザー300であり、100系、200系時代は、欧州など仕向け地によっては車名がランドクルーザー V8となっていた（100系の欧州名はアマゾン = Amazon）。
2020年代現在のヘビー系車種は、三系列体制となって以来、依然として70系である。長大な車体を持つ78と79を中心に輸出が続けられている。日本国内向けでは、排気量の縛りがなく、維持費の低廉な貨物登録（1、4ナンバー）のディーゼル車であったためマニアックな層に人気があったが、自動車から排出される窒素酸化物及び粒子状物質の特定地域における総量の削減等に関する特別措置法およびPM規制条例により、2004年（平成16年）7月に販売を終了していた。復活を望むファンの強い要望に応え、70系誕生30周年を記念して2014年（平成26年）8月25日～2015年（平成27年）6月30日生産分までの期間限定で約10年ぶりに国内販売。それから約8年後の2023年（令和5年）11月29日に日本国内向けでは2004年（平成16年）の販売終了以来約14年4ヶ月ぶりの搭載となるディーゼルエンジン仕様とし、外内装デザインの変更や予防安全などの新機能も盛り込まれ、通年モデルとして再度日本国内での復活を遂げた。なお、2021年（令和3年）発売の300系で日本国内向けにも、乗用車の排出ガス規制に適合するディーゼルエンジンが復活している。
2012年（平成24年）までのランドクルーザーシリーズの総合生産台数は約729万1000台となっている。
2019年（令和元年）9月20日に、ランドクルーザー プラドやレクサスブランドで発売されているLX及びGXを含めたシリーズのグローバル累計販売台数が同年8月末時点で1,001.5万台となり、初代BJ型の発売から68年間で1,000万台を突破したことが発表された。

## 前史
太平洋戦争中に陸軍の指示によってトヨタが少数を生産した四式小型貨物車こと「AK10型」四輪駆動車は 、フィリピンで鹵獲された通称「バンタム・ジープ」をコピーして設計された。その際軍部から、敵方との識別のため「外観はジープに似せないこと」とする旨の指示があった。機能がそのまま外観に表れるジープを模倣する上でそれは容易なことではなかったが、生産型は資材の窮乏も伴い、木材なども用いた簡易な外装に一つ目ランプという、いわゆる「戦時型」となり、結果的にまったく別物の外観となった。
AK10型では、1939年（昭和14年）以降に試作されていた中型乗用車のトヨタ・AE型乗用車に搭載されていた初代C型エンジン（水冷直列4気筒 2,585 cc）と3速手動変速機、2速副変速機、トランスファーが組み合わされており、機構的にBJ型以降のランドクルーザーとは直接のつながりはない。しかし、AK10型の試作により設計主任の森本真佐男技師をはじめ、トヨタの技術者が得られた経験値は大きく、AK10型の残存部品はBJ型の開発の際にも大いに役立ったとされている。
また、トヨタは戦時型のKC型トラックの開発と並行して、これのドライブトレインを四輪駆動（総輪駆動）化したKCY型四輪駆動トラックを設計し、1943年（昭和18年）6月に試作車を完成させた。しかしKCY型は量産されず、このシャシは水陸両用軍用トラックのスキ型4輪駆動水陸両用車として日の目を見た。これらはAK10型とは異なり、大排気量の初代B型エンジンを搭載したトラックが母体となっており、後のBJ型にも通ずるシャシ構成であり、トヨタ自身もKCY型やスキ車の設計がBJ型やランドクルーザーの直接の基礎となったと記述している。

## BJ・FJ型（1951年 - 1955年）

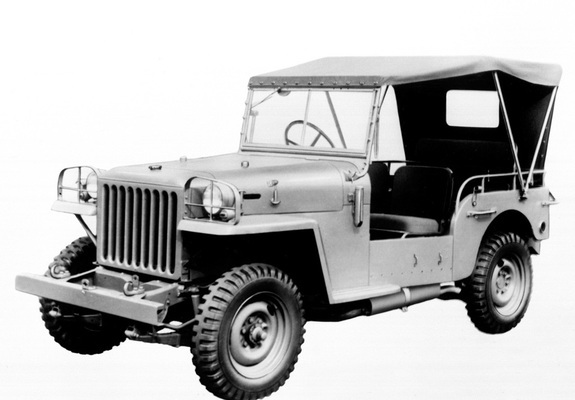
1951年BJ型

警察予備隊（現・陸上自衛隊）への納入を狙い、トヨタ・ジープBJ型として開発され、1951年（昭和26年）に試作車が完成した。
シャシは同社の1,000 cc級小型トラック、トヨペット・トラックSB型
の梯子形フレームを補強・改良したものに、SB型同様の4輪リーフリジッドのサスペンションを備えている。シャシ強度を高め、後輪駆動を基本に、トランスファーの切り替えで前輪も駆動可能な四輪駆動仕様とした。
エンジンは当時、4 t積大型トラックや大型バスなどに用いられていたシボレーエンジンの亜流設計である直列6気筒OHV・3,400 ccの初代B型ガソリンエンジンを搭載した。この当時、トヨタで量産されるエンジンは、小型車用1.0 L・直列4気筒のS型と大型車両用3.4 L・直列6気筒のB型という両極端なクラスの2種しかなく、2.2 L級であったウイリス・ジープに比肩する性能・クラスの4気筒エンジンがなかった（AK-10に搭載されたC型エンジンがウイリスと同級だが、戦後も量産化されなかった）ため、排気量の大きなB型を搭載した。
トランスミッションも大型トラック用を流用した。トルクに余裕のある粘り強いエンジン特性と合わせ、トランスミッション、ファイナルギア共に歯車比が低いことから、副変速機は備えていない。「B型」エンジンを搭載した「Jeep」型車ということで、型式は「BJ型」となった。
警察予備隊の車両採用試験には、トヨタBJのほか、日産・4W60型も参加したが、入札の結果、実績のあるウィリス・ジープのノックダウン生産車（当時）である三菱・ジープが採用された。他の2車は敗れ、当初の目的は果たせなかったが、その後国家地方警察（国警：こっけい）のパトロールカーとして採用された。
トヨタ・BJは基本型の「BJT型」（ツーリング）、無線連絡車の「BJR型」（ラジオ）、消防用シャシの「BJJ型」（略号Jの意味は不詳）の3タイプがカタログモデルとされ、その他の「変り型」は特装扱いとした。その後、消防活動中の運転条件が厳しい消防用シャシには、1949年（昭和24年）に登場したF型エンジンが設定された。

### BJ・FJ型年表
- 1951年（昭和26年）8月1日、試作車完成。富士山6合目までの登山試験にも成功、路外でも優秀な成績を収めたが、先述の通り警察予備隊の入札では三菱・ジープに敗れた。

- 1953年（昭和28年）、本格生産開始。シャシ組み立てはトヨタ本社工場、車体および最終組み立ては荒川鈑金工業。

- 1954年（昭和29年）、高負荷運転が続く消防ポンプ車用に、より強力なF型エンジンを追加。これはB型の後継となる大型トラック用のエンジンで、当時95馬力を公称、以後ランクルとは切っても切れない関係となるが、この時期はまだ消防用シャシの「FJJ型」専用であった。

- 同年6月24日、「ジープ」という名称が米国ウィリス・オーバーランド（英語版）社（当時）の商標権に抵触するため、ランドクルーザーと改名された。 ジープ以外のクロスカントリー車として国際市場で頭角を現していた英国ローバー社の「ランドローバー」に対抗し、ROVER（海賊、海賊船）を駆逐するという意気込みを込め、「巡洋艦」になぞらえた命名であった。命名者は、当時トヨタ自動車工業の取締役技術部長であった技術者・梅原半二（哲学者・梅原猛の父）である。

なお、車名としての「ランドクルーザー」は、他にもスチュードベーカーが1934年からこの年（1955年モデルイヤー）まで自社の乗用車に用いている（Studebaker Land Cruiserを参照）。

## 20系（1955年 - 1960年）

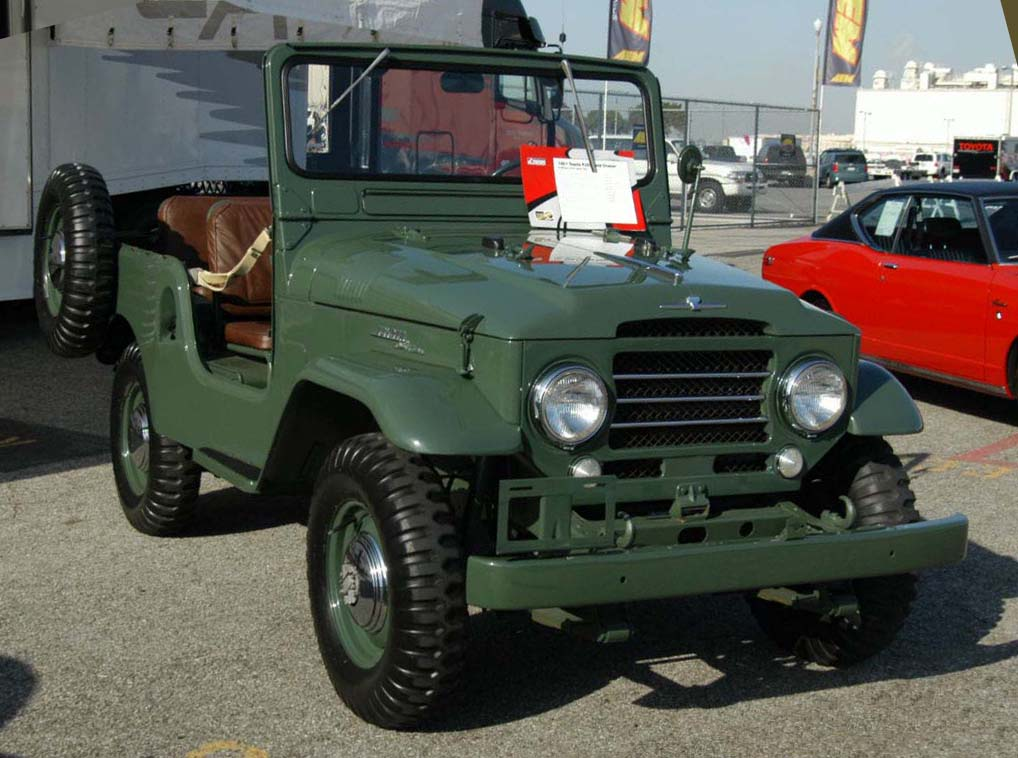
1955 - 60年FJ25

1955年（昭和30年）8月、ランドクルーザーは初めてのモデルチェンジを受け、20系となった。
ホイールベースはショート（#J21、25等）の2,285 mmと、やや長いミドルの（#J24、28等）2,430 mmの二種類でスタート、後にロング（FJ35V、2,650 mm）が追加される。
エンジンは従来のB型（初代）ガソリンエンジンに加え、先代では消防用シャシ専用であったF型ガソリンエンジンが1955年（昭和30年）11月から設定され、後にほとんどの車型で両方のエンジンが選べるようになった。
トランスミッションは前進4速・後退1速の手動式、副変速機は無く、トランスファーはリアセンタースルー式で、それぞれの操作はフロアシフトである。
国家地方警察（国警）のパトロールカーをはじめ、ラインナップの約半数が二輪駆動（後輪駆動）であることも20系の特徴である。
ボディーはソフトトップ（ショート/ミドル）、ハードトップ（ショート/ミドル）と、ピックアップ（ミドル）、バン（ミドル）、消防用シャシ（ミドル）。後にロングの4ドアステーションワゴンが加わった。これら以外に特装もあった。
この20系より各国に見本車を送り、輸出を開始した。特に北米では、市場に適合せず商品として通用しなかったトヨペット・クラウンRS型に代わり、米国トヨタ（現・TMS）の販売・経営を支えた。トヨタB型・F型6気筒は元々シボレーOHV6気筒のコピー設計が出自であるため、乗用車・トラックに6気筒シボレー車が広く普及した北米市場ではシボレーエンジンと取り扱いの多くが共通するメリットがあり、4気筒のジープに比してパワーが大きいことと相まって販促に役立った。
1959年（昭和34年）、輸出の好調を受け、4ドアボディを与えられた、ランクル初の本格ステーションワゴンが追加された。型式は、20番台が全て使い切られていたため、30番台でロング（一の位が5）を表すFJ35Vとされた。このモデルの車体生産は荒川板金工業ではなく、すでにワンピースボディのFJ28VAの生産を分担していた岐阜車体工業の担当となった。40系へのモデルチェンジまで一年を切った時期に投入されたFJ35Vは、実質的には40系のFJ45V（初代）の前倒し生産といえるもので、日本国外の旺盛な需要の前に逼迫した当時の状況がうかがえる。

## 40系（1960年 - 1984年）

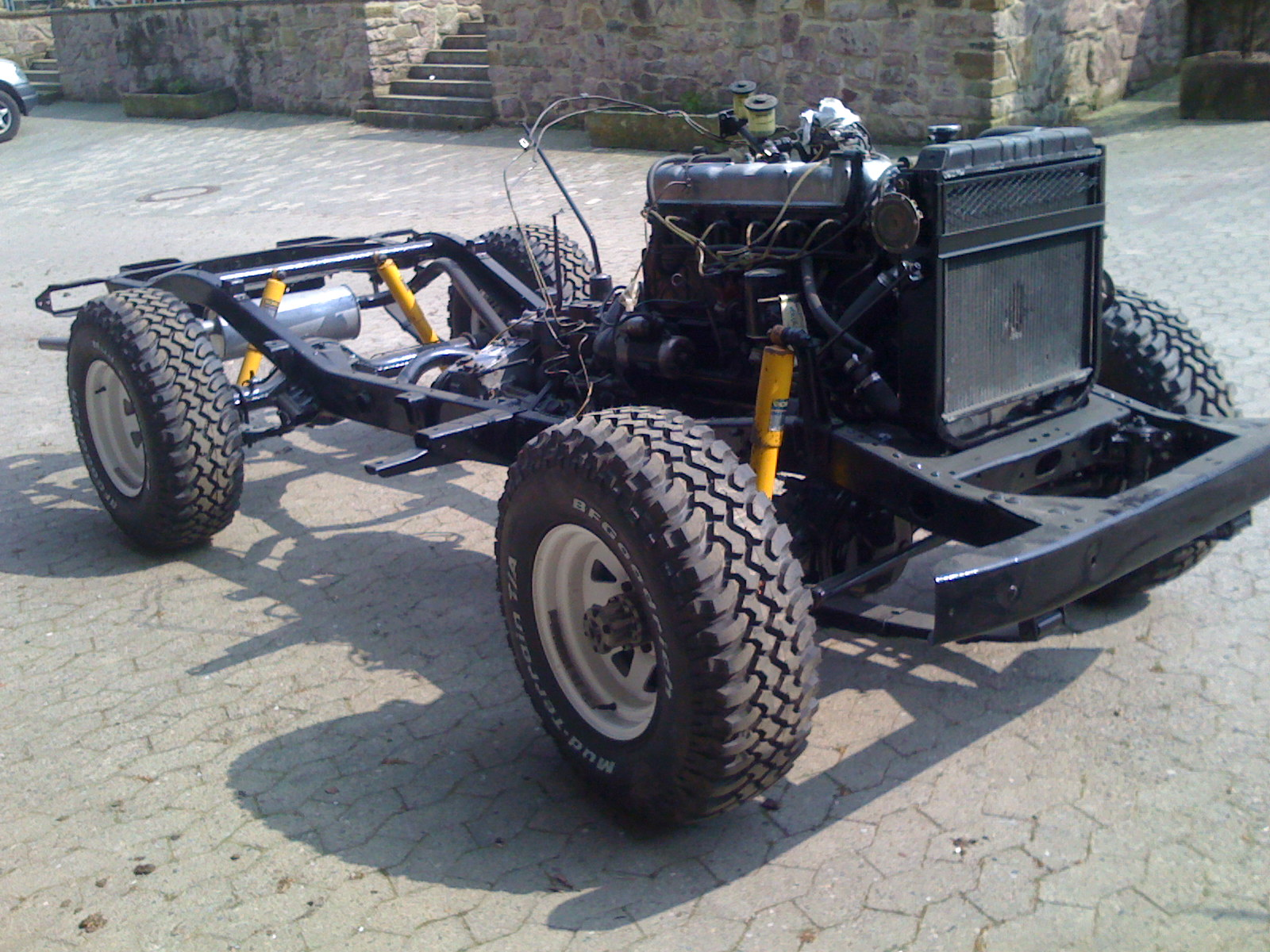
FJ40型のプラットフォーム

1960年（昭和35年）1月発売開始。20系をフルモデルチェンジして登場。すでに20系が30番台の数字を使っていたため、型式は40とされた。
1984年（昭和59年）11月に70系にフルモデルチェンジされるまで24年にわたり販売され続け、超ロングセラーモデルとなった。北米においても、1960年代前半まではトヨタの最量販車種であった。
そのため、途上国を中心に世界各国で業務用として長年にわたって重宝され、また、趣味の世界でも、「ヨンマル」、「フォーティー」などの愛称で親しまれ、多くのマニアや愛好家に大切にされている。
特に北米での人気は根強く、ランドクルーザープラドをベースに誕生したFJクルーザーのデザインモチーフともなった。
2017年（平成29年）11月、「2017日本自動車殿堂 歴史遺産車」の1台に選ばれた
TOYOTA GAZOO Racingは2021年（令和3年）8月1日に、「GR Heritage Parts」プロジェクトの一環として、40系向け補給部品の復刻を行う事を発表した。
- 40系の当初のコンセプトは、20系に対する北米市場の要求を取り入れたもので、主に、高速走行を重視した快適性の向上と、乗用車の雰囲気を盛り込むことを主眼とした。
  - 駆動系の変更点は、トランスミッションを4速からワイドレシオの3速に、シフトレバーをフロアからコラムへ、トランスファーレバーもフロアからインパネへ移動した。日本国内向けは3速コラムに加え、3速フロアと従来からの4速フロアが選べ、その他多くの途上国向けでは3速フロアと4速フロアが選べた。最も大きな変更はトランスファーで、20系では前輪のみをトランスファー経由としていたが、40系ではトランスファーに2速の副変速機を追加したため、前後輪ともにギア駆動のトランスファーを経由するオフセットドライブとなった。
  - 副変速機の増設により、最終減速比は乗用車並みの高い（3.36または3.70）設定となった。これに合わせてエンジン特性を高回転寄りとし、 サスペンションスプリングの定数を下げ、フリーウェイでの快適性を向上した。
  - エクステリアでは、ソフトトップの着脱を容易な物に変更し、ラジエーターの飾り枠をフォード・トラック風のオーバル形とした。

- ホイールベースはショート（2,285 mm）の40とやや長いミドル（2,430 mm）の43、ロング（2,650 mm）の初代45でスタート、その後、さらにフレームを300 mm延長したスーパーロング（2,950 mm）45（B）が追加され、初代ロングであった45を廃止し、2代目ロングの45とした。

- ボディーバリエーションは、ソフトトップとハードトップ・ショートをミドルとロング（2代目）に、ピックアップ・ロングとキャブシャシ・ロングを（初代）/ロング（B）/ロング（2代目）に設定し、ステーションワゴン及び消防用シャシをロング（初代）に設定した。

- マニュアルトランスミッション
  - コラムシフト　3速 J30型 1960年1月 - 1972年9月
  - フロアシフト　3速 J30型 1960年1月 - 1975年1月　4速 H41F型 1960年1月 - 1984年10月　（北米向け　H42F型1972年10月 - 1984年10月）（日本国内向け LX グレードのみ5速 H55F型 1982年10月 - 1984年10月）

J型、H型ともにトラック/バス用で、特にH型は大型車にも使われていた。型式の「F」は、トランスファーとの締結が必要な4輪駆動用を表す記号で、後輪駆動用とはギアボックス後端の形状が異なっている。

### 第1期

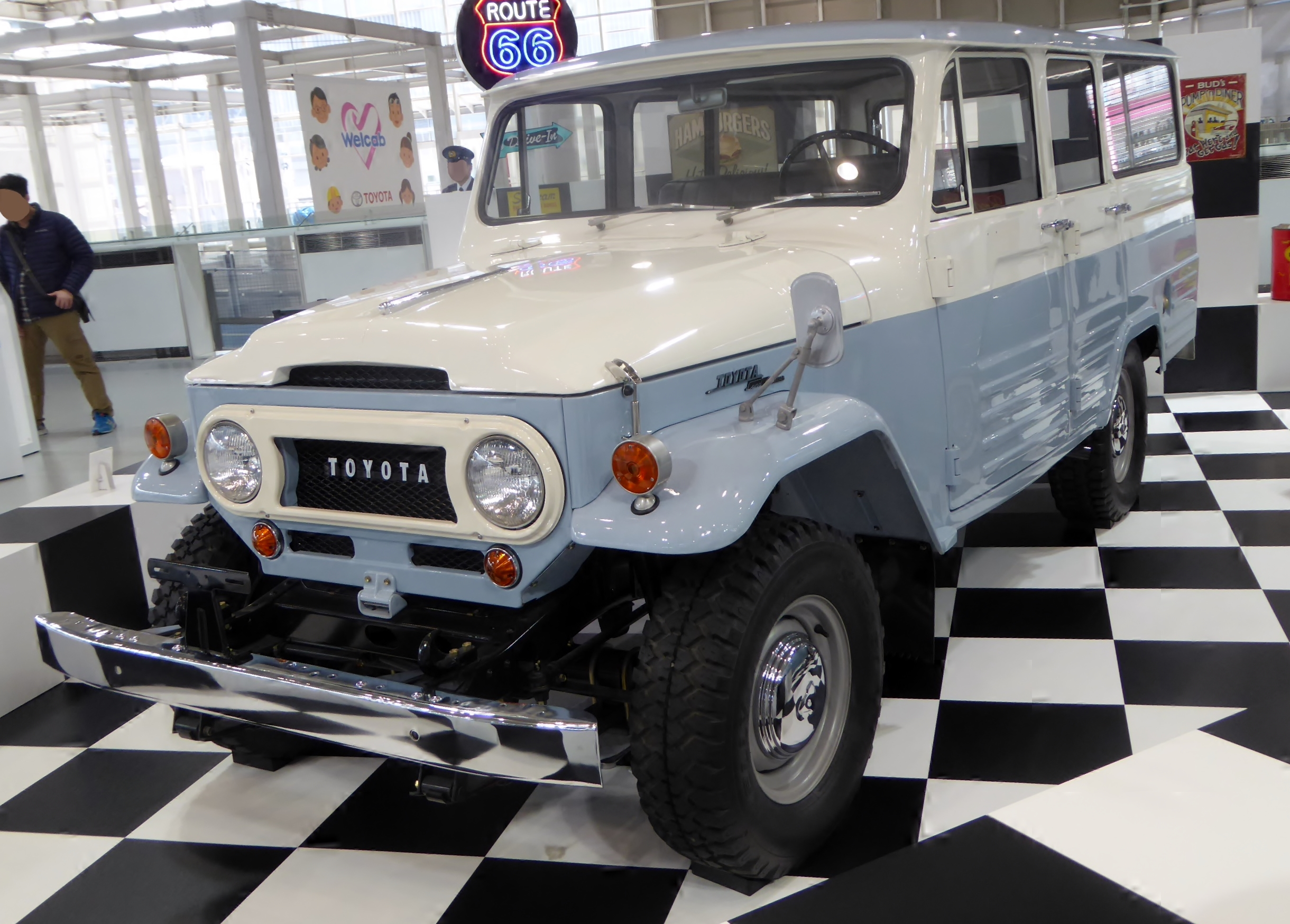
北米向けFJ45LV（I）

- 1960年（昭和35年）1月生産開始。輸出が優先された結果、国内のハードトップモデル（バン FJ40V）は遅れて登場する。
- 遅れて45（B）シリーズ登場。荷台の狭さが指摘されていたピックアップトラックとキャブシャーシ用にホイールベースを2,950 mmとした、45（B）と呼ばれるスーパーロングが追加される。ピックアップの型式はFJ45PからFJ45P（B）に切り替わる。

### 第2期

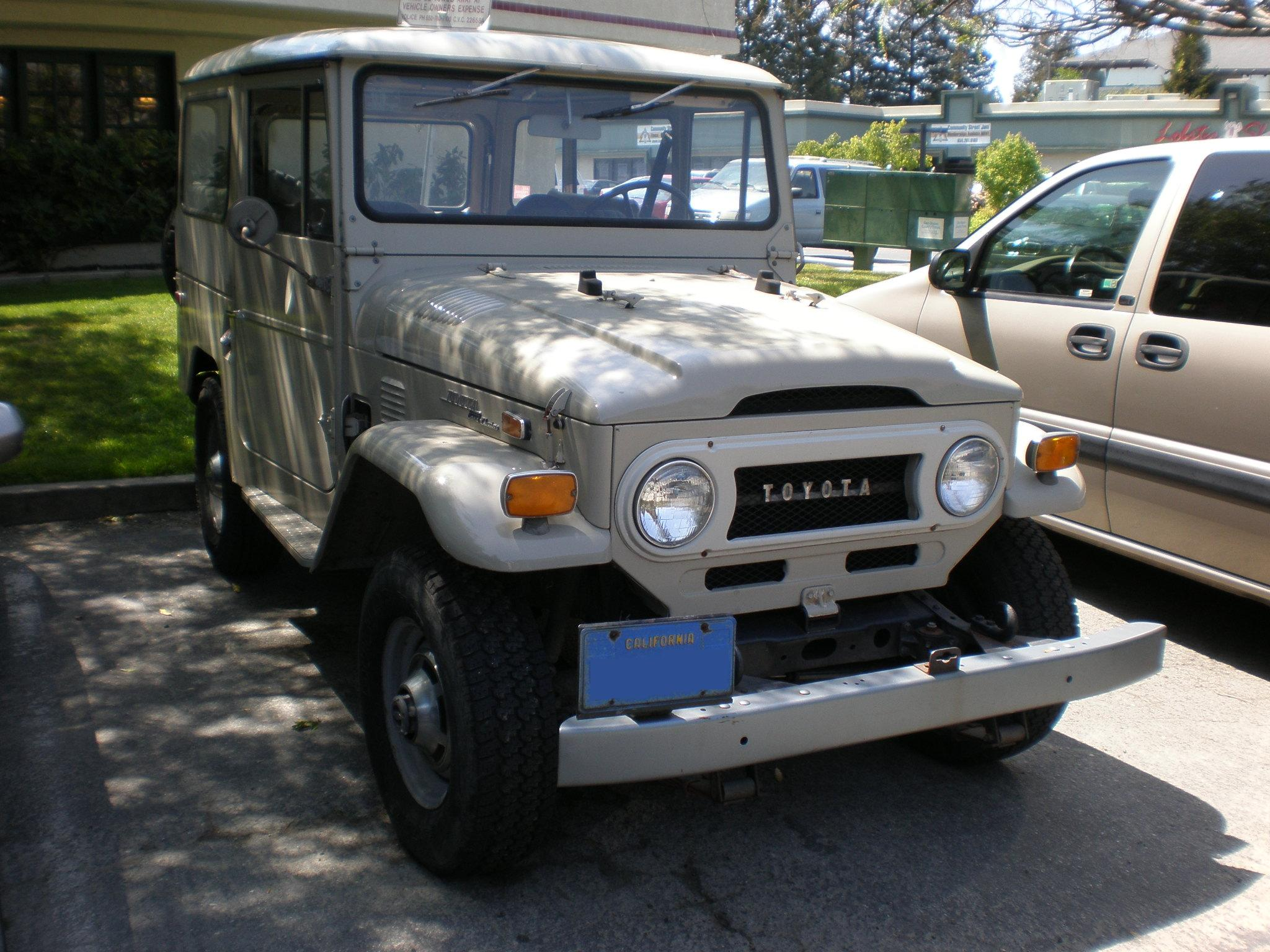
1970 - 1973年頃の北米向けモデル
FJ40LV

- 1967年（昭和42年）7月、55型の生産開始に伴い、4ドアステーションワゴンのFJ45Vは生産終了。同時にロングのホイールベースを2,950 mmへ統一、45（B）は、再び単に45と呼ばれることになる。同じ型式で長さと形態が異なるモデルが混在するため、趣味上の分類としては1967年以前の45を初代、それ以降を2代目としている。
  - ショートのハードトップとバックドアを設計変更。屋根を鋼板プレスからFRPのモールド品に変更。リアクォーターウインドウ、バックドアウインドウを拡大、リアコーナーウインドウを新設、後方視界の改善を図った。

- 1973年（昭和48年）、日本国外向けのロングホイールベースモデル（2,950 mm 2代目45シリーズ）に直列6気筒 3,576 cc OHV 95 PSのH型ディーゼルエンジン搭載のHJ45を追加。ランクル史上初のディーゼルエンジンとなる。

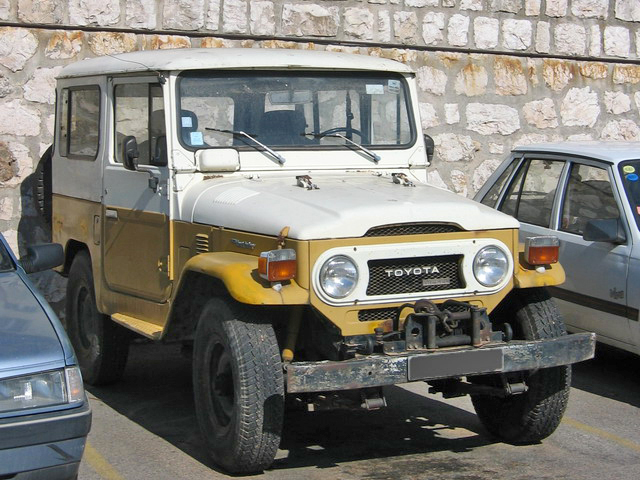
欧州向けディーゼルモデル
BJ40LV-K（ダッチドア）
または-KC（観音開き）

- 1974年（昭和49年）、B型（2代目）ディーゼルエンジンが投入され、長いヨンマルの歴史上でのターニングポイントとなる。
  - ショートとミドルモデルにU10系ダイナ用として好評を博していた直列4気筒、2,977 ccのB型（2代目）ディーゼルエンジンが搭載された。4気筒エンジンはランドクルーザー初となる。
  - BJ40とBJ43と呼ばれるこのモデルは、ファイナルギア・レシオをFJ40 / 43の3.700から4.111へと、たった1割下げた以外（実際、ピニオンギアの歯数が一山少ないだけ）はT / Mも含め、FJ40 / 43の4速車と同じであったが、ディーゼルエンジンの特性から、その走行性能はF型との馬力差（日本国内仕様では130 PSと85 PS）を感じさせない遜色のないものであり、4気筒のためエンジンの搭載位置が後退してフロントミッドシップレイアウトとなったことで車両の重量バランスやハンドリングが改善される効果も生んだ。日本では小型登録（4ナンバー）できることもあって好評をもって迎えられたが、その優れた経済性と卓越した性能は、もとより備わっていた高い耐久性と相まって世界的なヒットとなり、販売台数は飛躍的に増えることとなった。
  - 2種類のディーゼルエンジンの追加により、全てのボディータイプでディーゼルエンジンが選べるようになった。もともとはオイルショックが招いた流れではあったが、これ以降、ディーゼルエンジンはランクルの主流となって行く。[注 9]
  - BJ40系のみ、ターンシグナルランプとクリアランスランプを分離したフロントターンシグナルランプを装備。

- 1975年（昭和50年）1月
  - BJ40系のみだったターンシグナルランプとクリアランスランプを分離したフロントターンシグナルランプを全車（FJ40 / 40V / 43 / 56V）に標準装備した。
  - ワイパーのピボットをウインドシールドフレームの上部から下部に変更、ワイパーモーターカバーが車外に露出した。
  - ハードトップ（バン）のドアを組み立て式サッシからフルプレスに変更。
  - それまで固定式であったリア・クォーターウインドウを、引き違い式と後端フリップアウト式の2種類へ変更。換気性能が大幅に向上し、後席の快適性が改善された。

- 1975年（昭和50年）9月、FJ40 / 40V / 43の日本国内販売を終了。FJ55型は同年1月に2F型エンジンに変更され、国内向けが56型となっていたが、国内向けFJ40 / 43系は最後までF型のままであった。

- 1976年（昭和51年）8月、アウターリアビューミラー（バックミラー）の位置がカウルサイドからドアに変更となり、国内ボンネット型車では初のドアミラーとなり、乗用車（1983年〈昭和58年〉）より一足早い登場となった。その後、乗用車からの乗り換えユーザーが急増し、車両感覚がつかみづらいとの声が多かったことと、幌モデルでドアを取り外した場合、ミラーも一緒になくなってしまうことから、1980年（昭和55年）7月、国内モデルのみフェンダーミラーへ変更された。
- ここまでをビンテージモデルとすることが多い。

### 第3期
- 1979年（昭和54年）2月

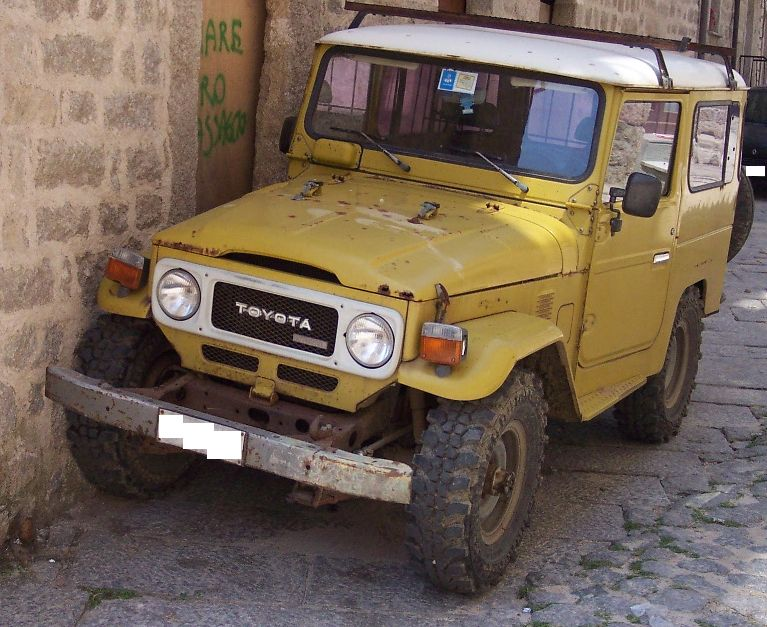
BJ40LV-KC（ディーゼル）
西ドイツ以外の欧州向けモデル
突起物に関する規制が厳しい西ドイツ向けは、フロントタイヤ前カバーの追加、エンジンフードのキャッチを金属フックからベルトにするなどの変更が行われた。

  - ボディーを大幅に設計変更。大型プレス機の導入でパネル分割を減らし、組み立て工数の削減を図った。また、鋼板のゲージも下げられた（薄くなった）。
  - 20系以来、室内に置かれていた燃料タンクを室外（床下）配置に変更し、油臭の解消と懸案だった安全性と容量不足が改善された（65 Lから95 Lに拡大）。
  - 法改正に合わせ、全幅に対する前照灯中心位置の間隔が広げられ、フロントグリルもオーバルから矩形になる。
  - 日本国内のみ排出ガス対策（識別記号K-）のため、ディーゼルエンジンをB型から3,168 ccの2B型に変更、型式もBJ41とBJ44となる。数字のうえではパワーアップであったが、進角特性の変更でマイルドな味付けとなり、燃費も若干悪化することになる。
  - フロントベンチレーテッドディスクブレーキとリアLSD、クーラーがオプション設定される。
  - 室内のトリムカラーが黒からグレーに変更され、フロントシートはセパレートが標準となる。ベンチシート仕様も残されたが運転席1：助手席2の分割式となる。
- 同年9月頃、ディーゼル化以降、増加の一途をたどる日本国内の一般ユーザーへの対策として、ファブリック内装の導入が検討され、そのリサーチのため初めての特別仕様車が発表される。ボディーカラーはダークブルー、シートトリムはグレー地にダークブルーの細い斜めストライプであった。

- 同年12月、バンパーなどのメッキ装飾や、トラック丸出しのリング式ながら白く塗られたホイールで差別化された外観と、周囲を白のビニール、中央を赤系のファブリックとしたシートを持つLパッケージが登場。ランクル史上初めてのグレード設定となる。Lパッケージのドアトリムやフロアマットは明るい黄土色で、紅白シートと相まって非常に華やかな内装となり、もはや業務用の雰囲気は感じられなくなった。この変更は功を奏し、これ以降乗用車からの乗り換えユーザーが一段と増えることになる。

### 第4期

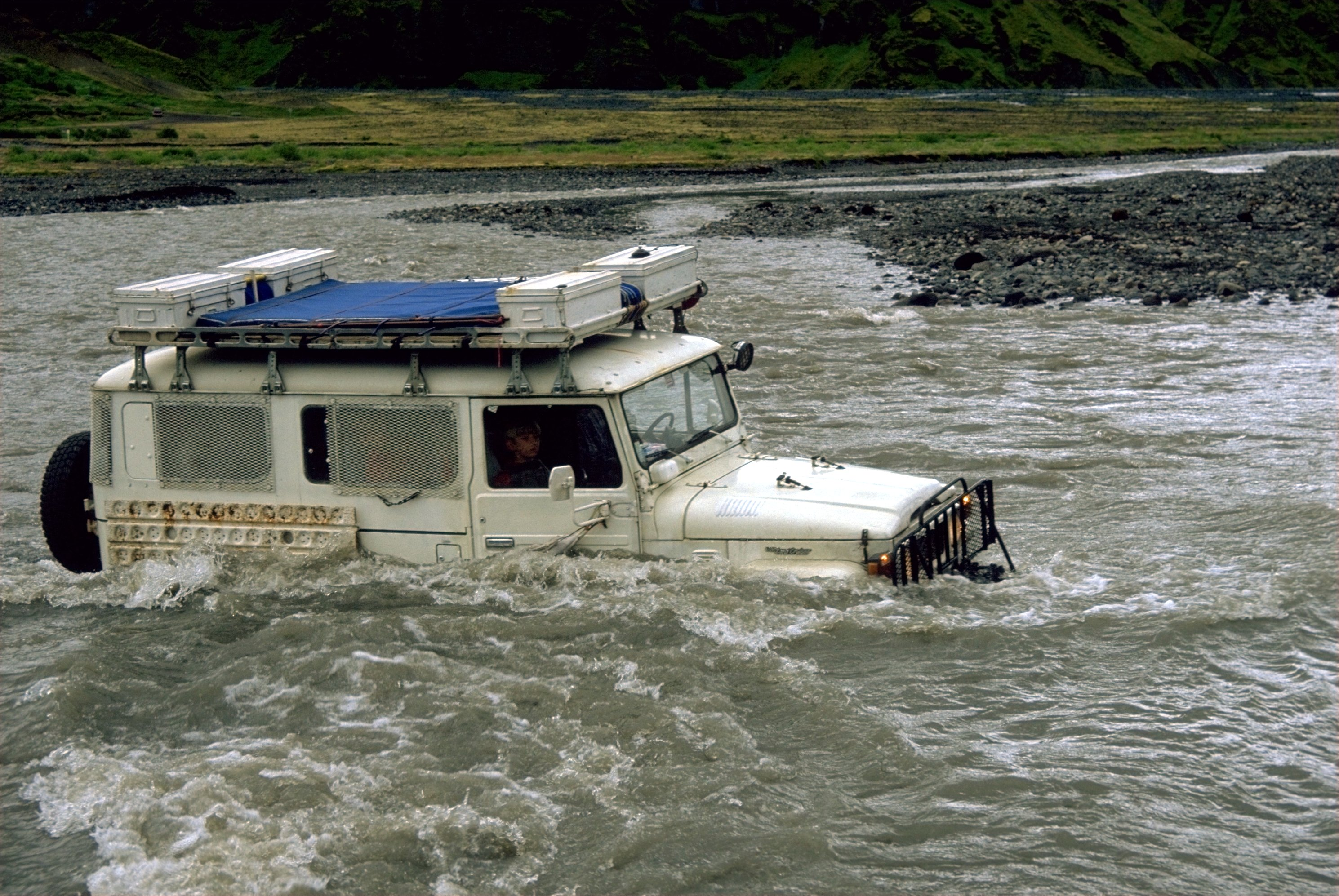
45LV (II)

- 1980年（昭和55年）7月

60系のデビューに合わせ、エンジン、T/M、T/F、ブレーキ、サスペンションスプリングのシャックルなどの主要部品が60系と共通化され、パーキングブレーキも専用のセンタードラム式から、フットブレーキとシューを共用する後2輪ドラム式へと変更となる。
ロングホイールベースのディーゼルエンジンをH型から6気筒・3,980ccの2H型と4気筒・3,431ccの3B型へ変更、60系と共通化され、それぞれHJ47、BJ45となる。4気筒エンジンのロングへの搭載は初。HJ47は主にオーストラリア（略号 ARL）に向けて、BJ45はそれ以外の地域向（欧州 = EUR、ジェネラルカントリー = GEN）けに広く輸出された。B/2B型も合わせて改良され、それ以前のエンジンとの互換性が少なくなる。
マニュアル・フリーハブが日本国内向けにも装備され、回転突起物対策として樹脂製スペーサーによってフロントフェンダーの取り付け幅が広げられる。日本国内向けのみフェンダーミラーとなる。
- 1981年（昭和56年）5月、本格的な特別仕様車として「ザ・マイティー」が登場（国内）、通称は「マイティーBJ」、「マイティー ブラック」。ブラックのボディーにゴールドの子持ちラインを持ったえんじのストライプと、グレーとえんじファブリックの室内トリムの組み合わせであった。

- 1981年（昭和56年）8月、インパネのデザインを変更。センタークラスタータイプとなるが、シンプルでクリーンな印象はなくなり、後年の4x4 Magazineでは石川雄一によって「年増の厚化粧」と評された。また、日本国内でもラジアルタイヤが選べるようになり、幅の増したタイヤの回転突起物対策としてリヤフェンダーにエクステンションが追加され、全幅が1,695 mmまで拡大した。パワーステアリングとタコメーター、専用の室内トリム（ファブリック）を持った最上級グレードの「LX」が追加される。

- 1982年（昭和57年）2月、最後の特別仕様車となる「ザ・マイティー II」が登場（国内）。「マイティーBJ」と同様のカラー、トリムであったが、パワーステアリングとタコメーターを装備し、「LX」同様の装備となる。

- 1982年（昭和57年）、日本国内は排出ガス対策（識別記号N-）でエンジンが2B型から3,431 ccの3B型へ変更され、同時に噴射ポンプがボッシュA型（列型）からボッシュVE型（分配型）となり、LXは5速MTのみとなる[注 10]。ショートとミドルの日本国外向けも含めた3B型エンジン搭載車の型式はBJ42とBJ46（B型搭載の日本国外向けBJ40 / 43と3B型搭載の日本国外向けロングのBJ45は変更なし）。

- 1984年（昭和59年）11月70系へモデルチェンジ。日本国内での生産を終了。

## 55、56型（1967年 - 1980年）
乗用車ムードあふれるユニークなボディースタイル、クロスカントリー車という特異な車であるにもかかわらず、乗用車を上回る安全性。
高出力エンジンと理想的な車両重量配分と抜群の高速性能、と当時の解説書にはある。
北米市場を強く意識したモデルでランドクルーザーシリーズとしては初めて、工業デザイナー（社内）によるスタイリングを採用している。
北米でムース（ヘラジカ）とあだ名されることとなったフロントまわりや大きくへこんだスライド式（電動昇降式）のリアウインドウなどそれまでの常識にとらわれない独特のスタイルとなった。
しかし現場経験のない若手デザイナーが担当したことから、パネル割りに不慣れな部分が多く、生産開始後もライン上でハンマーによる修正が必要となり、品質が安定するまでには多くの月日を要する結果となった。
北米の保安基準に適合させるため、インストゥルメントパネルは発泡ウレタンのパッドで覆われ、ステアリングホイール中央にも大型パッドが設けられた（その後40系と共通の小ぶりのものに変更）。
パワートレインとドライブトレインは40系と全く同じで、当時125馬力となっていたF型ガソリンエンジンにコラムシフトの3速M/Tが標準の組み合わせで、オプションでフロアシフトの3速又は4速M/Tが選べた。3速M/Tは1速とリバースがノンシンクロであった。ファイナルレシオ（デフの減速比）は3.700が標準とされた。トランスファーはギア伝達のオフセット式で2速の副変速機を備える。トランスファーコントロールレバーはフロア配置の1本のみで、PTOウインチなどの使用を考慮したニュートラルポジションを持つ2H・4H・N・4Lの4ポジションである。
- 1967年（昭和42年）7月 - FJ45V（初代・4ドア）の後継車として登場。バックドアはスライディングウインドウ（電動昇降式）を持つテールゲート（下開き）とスイングアウトドア（観音開き）の二種類が設定された。
45（初代）で好評だった消防車用シャーシ（国内向け）も55ベースに代わった。
- 1969年（昭和44年） - エンジンの出力が130馬力に向上。
- 1972年（昭和47年）4月 - ステアリングギアをウオーム&ローラーからリサーキュレーテッドボール（ボールナット）に変更。
- 1973年（昭和48年）2月 - バックアップランプを大型化し、輝度も上げられた（安全対策）。
- 1973年（昭和48年）9月 - エンジンを無鉛仕様に変更（環境対策）。
- 1975年（昭和50年）1月 - 排出ガス対策に適合させるため、全モデルが4,230 cc、140馬力の2F型ガソリンエンジンに変更となり、3速M/Tが廃止されてフロアシフトの4速M/Tのみとなる。型式認定の都合上、エンジンの変更で日本国内のみ型式がFJ56Vとなった。また、フロントドアの三角窓が廃止となり、フロントターンシグナルランプの形状が変更され、ターンシグナルランプとクリアランスランプを分離。クーラーがオプションで設定された。
- 1977年（昭和52年）5月 - フロントドアガラスとサッシの前側の角の形状をR付きに変更（安全対策）。
- 1977年（昭和52年）9月 - アウターリアビューミラーが角型かつ可倒式に、リアコンビネーションランプが縦長の大きなものになり、位置も低くされ（安全対策）、当時開発中であった60系に似た形状となった。
- 1979年（昭和54年）4月 - エンジンを改良しロッカーアーム、プッシュロッドを軽量化、ロッカーアームカバーを鋼板プレスからアルミダイキャストに変更。
この改良は次期モデルの60系に2F型を引き続き搭載するにあたり、騒音対策の一つとして行われたもの。エンジン音が乗用車風になったため、旧来からのファンを嘆かせることになった。又、排気ガス再循環装置（EGR）を採用し、昭和54年排出ガス規制に適合。外観ではワイパーアームがシルバーからブラックに変更された。

北米以外の仕向け地についても、トヨタは55型にディーゼルエンジンを最後まで与えなかった。その点にこのモデルのポジショニングが良く表れている。
より実用的なモデルが必要な仕向け地には、1973年からH型ディーゼルエンジン搭載のHJ45の各タイプが用意され、それを補っていた。
当初の予定どおり、生産台数のほとんどが北米をはじめとする世界各国へ輸出された。国内では業務用として多くの納入実績を誇ったが、高価であったこと、小型車枠を超えていたこと、ディーゼルエンジンがなかったことがネックであったと言われ、個人向けの販売は振るわなかった。

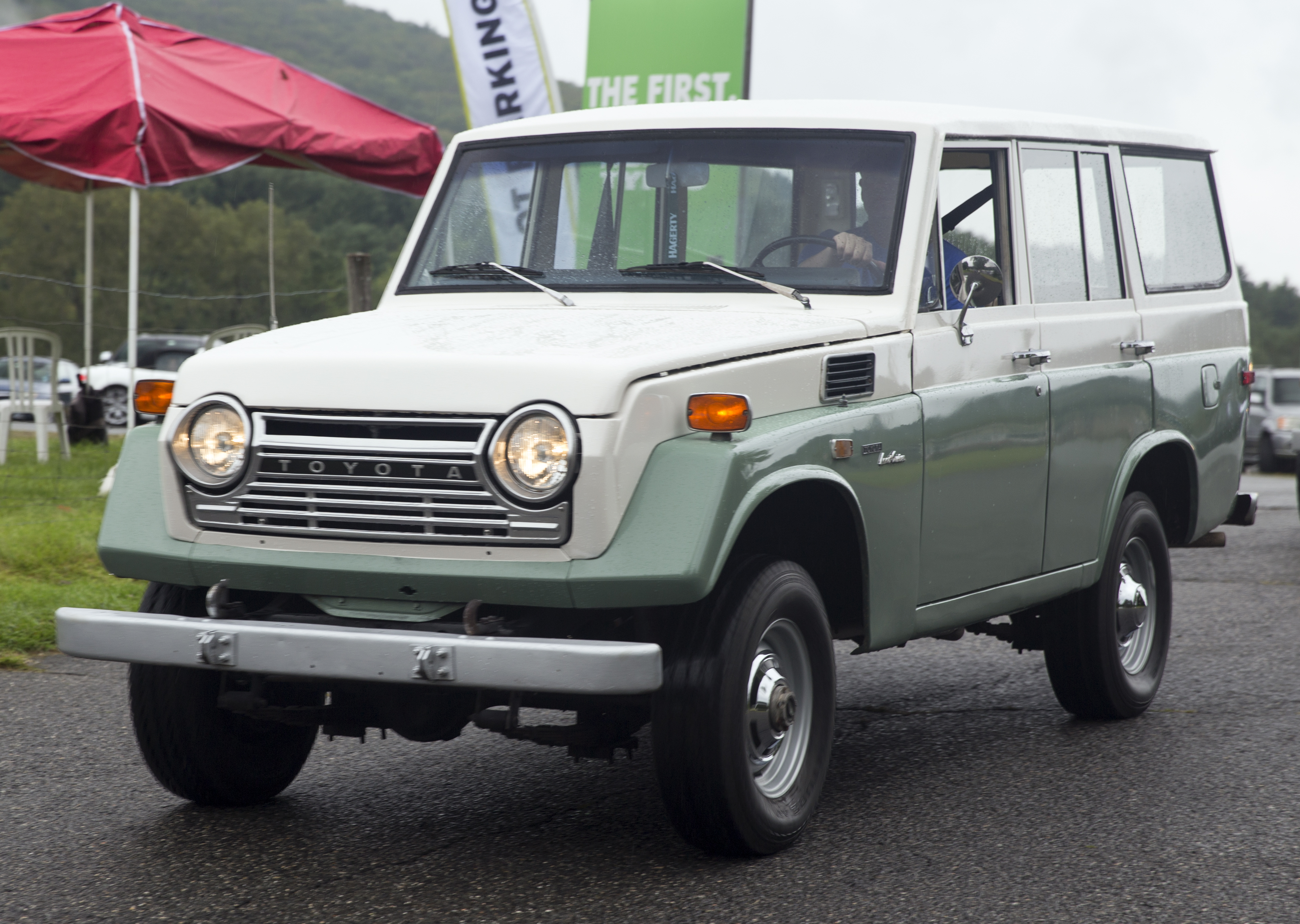
FJ55LG（北米仕様） 日本国内向けFJ55V相当モデル
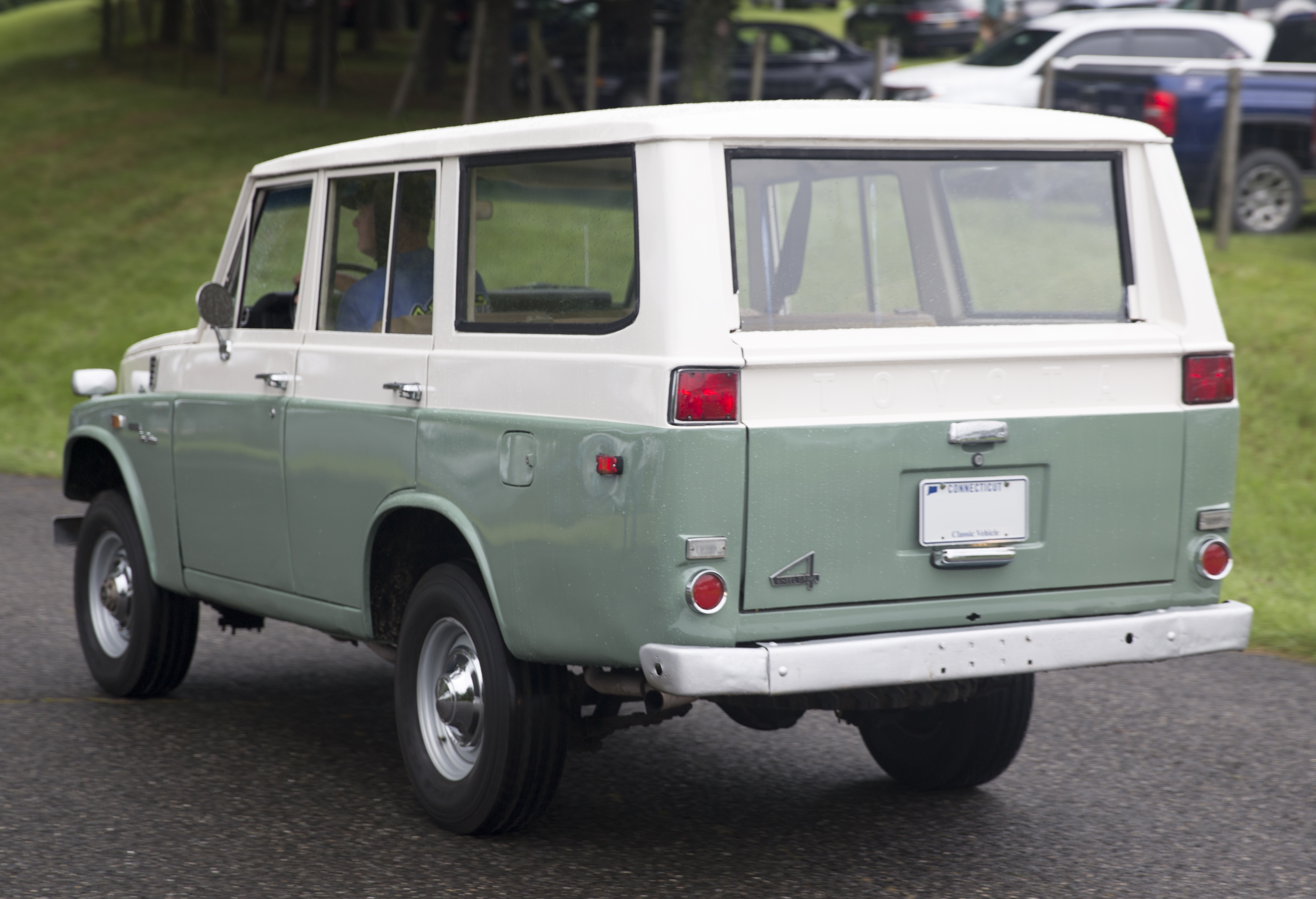
FJ55LG（リア） 下開きバックドア
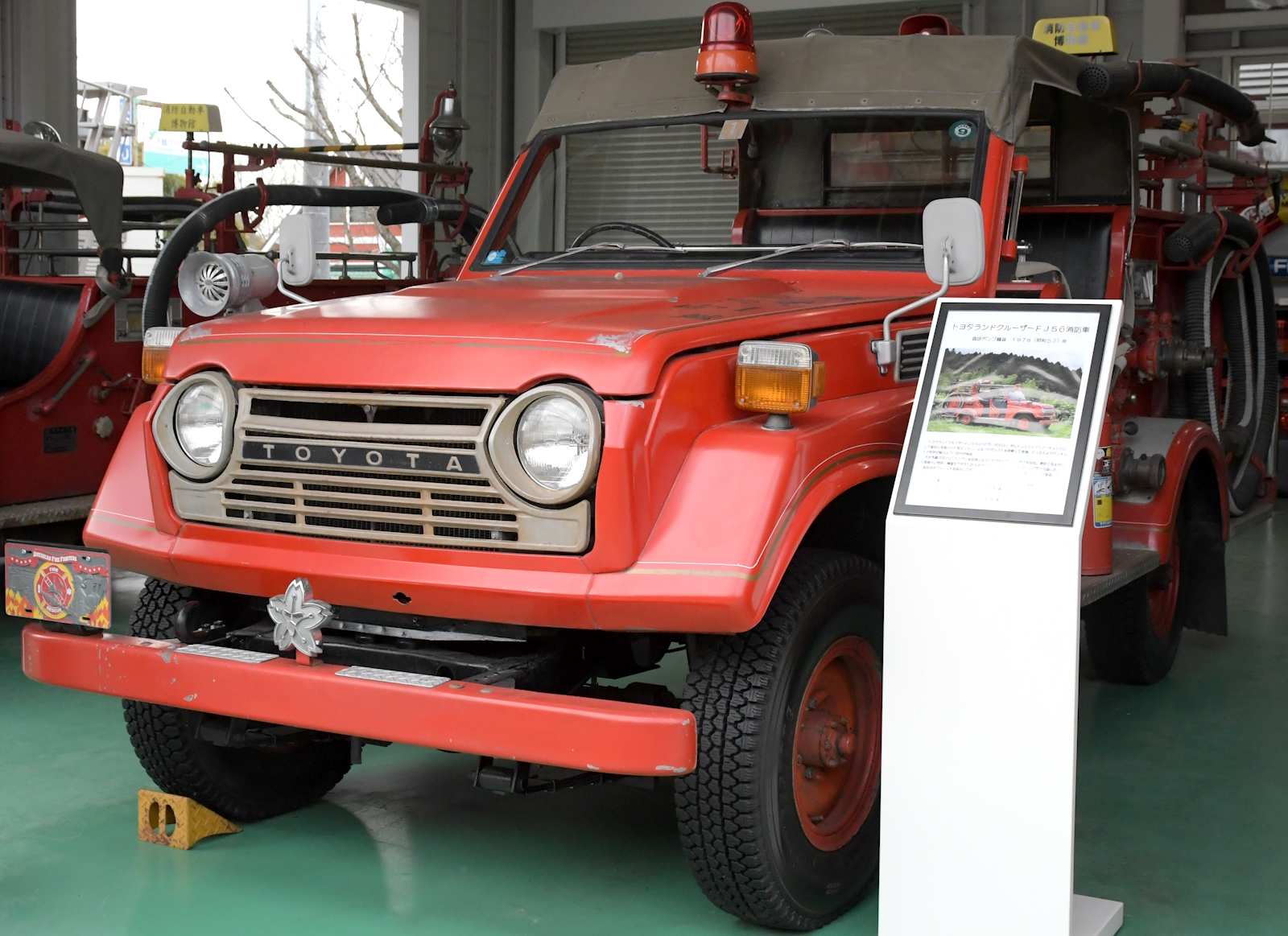
消防車仕様（56型）
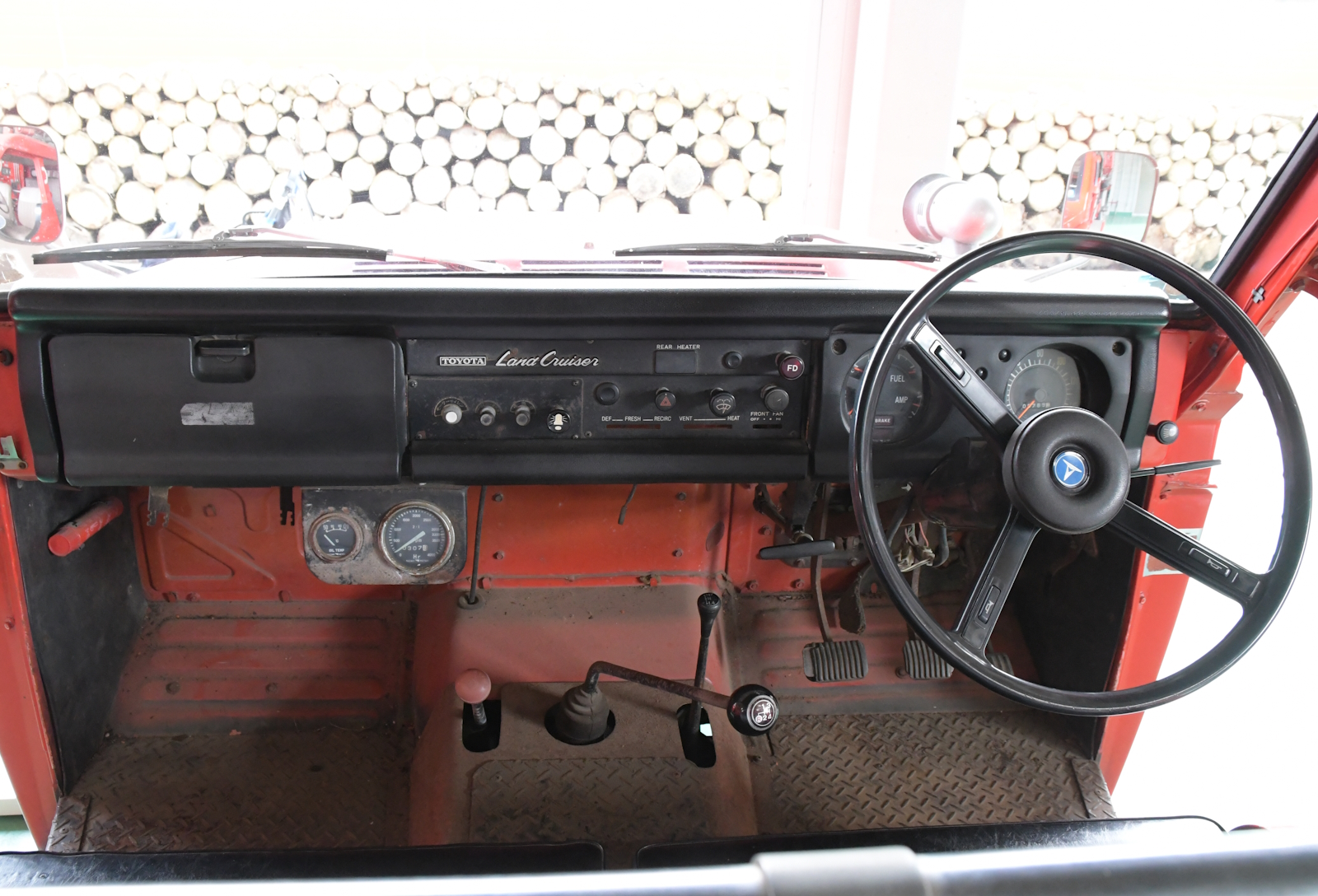
消防車仕様（車内）

### 幻の50「系」
50「系」の開発計画は当初、ショートホイールベースの2ドアハードトップとロングホイールベースの4ドアステーション・ワゴンの二本立てであり、その時点では50「系」であった。2ドアモデルは1/10クレイモデルによるスタイリング検討まで行われており、このモデルが生産されていれば、FJ50型を名乗るはずであった。しかし、北米での販売が好調であったFJ40とのバッティングの可能性、販売価格、荒川車体の生産能力などを考慮した結果、2ドアモデルの計画は中止されることになった。50番台の55、56型が50「系」ではなく、「型」と呼ばれる理由はここにある。
ちなみに50「系」（Series J5#）はトヨタ・ド・ブラジル（en:Toyota do Brasil）が生産する、ランドクルーザーのノックダウンから発展した「バンデランテ（Bandeirante、ポルトガル語版、英語版）のFJ251系（1958年 - 1962年）、OJ50系（1962年 - 1994年）、BJ50系（1994年 - 2001年11月）が該当する。

## 60系（1980年 - 1990年）

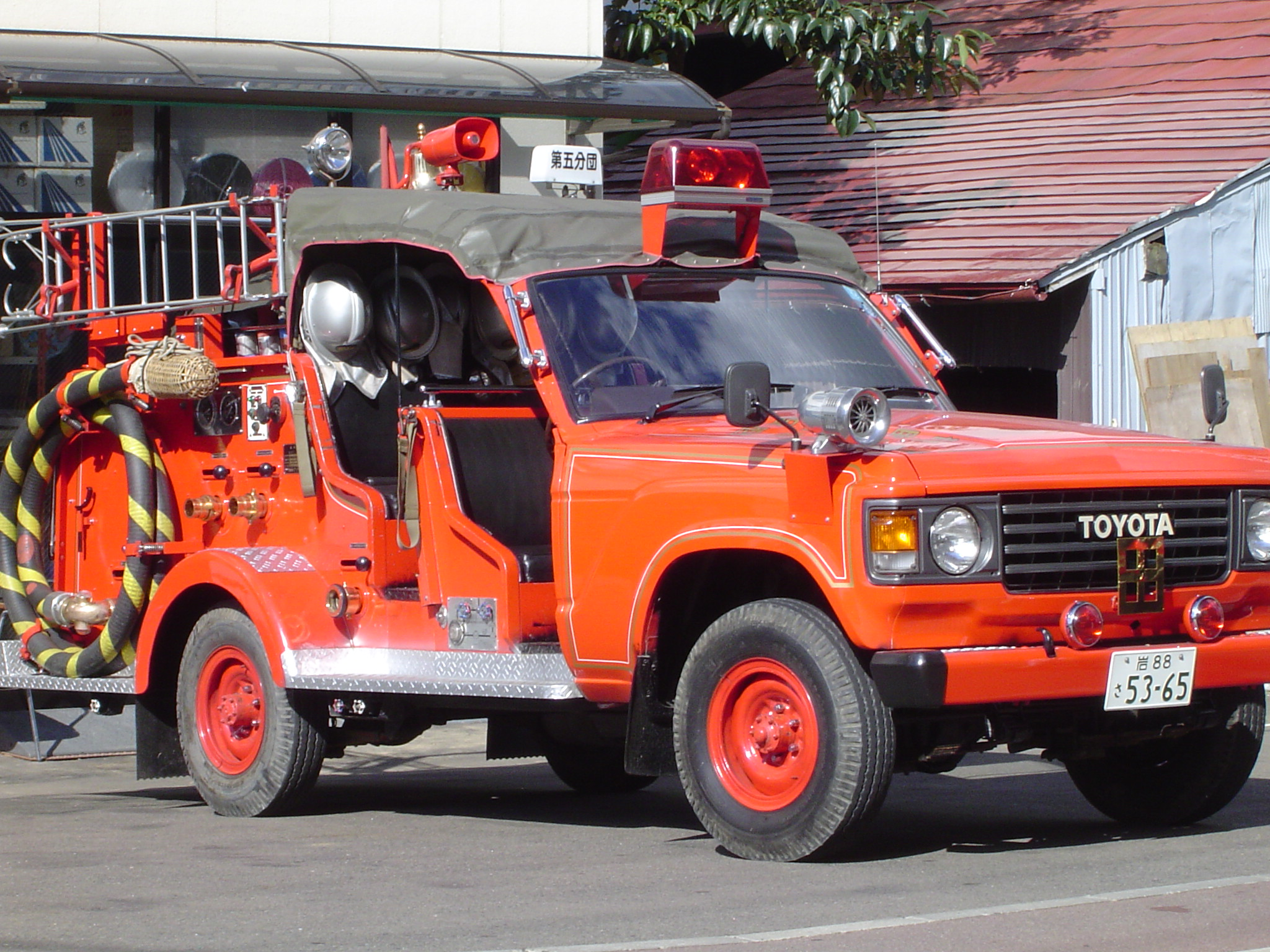
60系の消防車
FJ60V-KCHQ4またはFJ61V-KCH4

1980年（昭和55年）8月、ステーションワゴン56型（日本国外は55型）の後継車種として登場。40系以来の構成から脱却、独立して本格ステーションワゴンを目指したモデルである。フロントの独立フェンダーを廃止することで先代のイメージは完全に払拭され、当時北米で人気だったステーションワゴン然としたスタイルに生まれ変わった。このボディーの基本デザインはこの後も大きく変わらず、クロームメッキバンパーやバックドアに上下開きタイプが追加されたり、ドアミラーの採用やハイルーフ仕様の設定、サイドステップやオーバーフェンダーの設定など、時代に合わせた装備の追加、変更が数多く行われた。
デビュー当初から前期の60系に設定されていたボディカラーは、ホワイト、フリーボーンレッド、トラディショナル・ベージュ、フィールライクブルーの4色。HJ60Vなどにハイルーフ仕様が設定された後期型になると、上級グレードにワイルドステージ・トーニング（上半シルバー、下半濃紺系メタリックの2トーンカラー。内装はグレー）やベージュメタリック（やや薄い茶色メタリック）が加わり、オプションでそれぞれのカラーに合わせたサイドストライプ（塗装ではなくデカールのステッカー）が用意されていた。
拡大されたボディーの恩恵を最大限に利用して居住性の向上が図られ、インテリア面でもそれまでのモデルからラグジュアリー性が高められており、室内カーペットなど乗用車化が進んだ。とりわけ「Gパッケージ」と呼ばれる上級装備オプションの設定や、後期モデルから行われた装備やトリムの違いによるグレード設定も、インテリアの進化を加速させる。また、上級グレード装備やオプション装備の中には、電動アジャスタブルシートや電動ムーンルーフ、フロントシートヒーター、オーバーヘッドコンソールといった豪華装備も用意され、その後の贅沢SUV路線に先鞭を付けた。
ガソリンエンジンは56型（日本国外は55型）から変わらず6気筒・4.2 Lの2F型であったが、新たにランクルでは初となる6気筒・4.0 Lの2H型（日本国内は1982年〈昭和57年〉から）と4気筒・3.4 Lの3B型の2種のディーゼルエンジンが設定される。ステーションワゴンのラインナップに初めてディーゼルエンジンが加わった。
このモデルは販売から40年近くが経過しているが後継モデルの80系や100系と比較してボディサイズが一回り小さく、運転のしやすさから2020年代になっても実働車が数多く、中古市場では高い人気がある。
- 1980年（昭和55年）8月、日本国内モデルのバックドアは観音開き（形式記号 C、カタログ特徴記号 VKC）のみ。グレードはビニールシートとセミトリムのスタンダード（STD）と、ファブリックシートとフルトリムの「Gパッケージ」が選べた。
- 1981年（昭和56年）10月
  - 日本国外のみであった上下開き式バックドア（型式記号 M、カタログ特徴記号 VLS）を国内にも設定。
  - パワーステアリングを国内にも設定。
  - ソフトライドスプリングを国内にも採用、この仕様の最大積載量は350 kgとなる。
- 1982年（昭和57年）10月
  - ディーゼルエンジンが昭和57年排出ガス規制に適合、識別記号が「N-」となる。
  - 国内モデルにも直列6気筒・4,000 ccの2H型ディーゼルエンジンを設定（GXハイルーフのみ）。
  - 国内ディーゼルモデルにGXグレードを新設。
  - ディーゼルモデルに5速M/Tを新設。
  - ディーゼルモデルにハイルーフを追加。
  - 電動リモコン式フェンダーミラーをGXに採用（国内）。
- 1984年（昭和59年）11月、70系のデビューに合わせマイナーチェンジ。
  - ガソリンエンジンを4,000 ccの3F型に変更。ショートストローク化とフライホイールの軽量化など高回転寄りの設定となり、加えて排ガス対策のため、力強さは失われた。
  - ガソリン車にも5速M/Tを設定。
  - リアバンパーを分割し、ステップを新設。
- 1985年（昭和60年）10月
  - 2H型直6ディーゼルエンジンを直噴ターボ化した12H-T型を搭載したモデルを追加。国内では最上級グレードのバン4000VX（HJ61V-MMZX）のみに限られた。このモデルにはデフロックがオプションで設定された。
  - 12H-T型、2H型搭載モデルに4速A/Tを設定。
  - サスペンションシートを設定（フロア形状変更）。
- 1986年（昭和61年）8月
  - 3B型エンジン廃止。
  - VXのトリムを変更。
- 1987年（昭和62年）8月、マイナーチェンジ。
  - ヘッドランプを角型4灯に変更。
  - インストゥルメントパネルの変更と同時にオーディオスペースを2DIN化。
  - 国内にもワイドタイヤ（31X10.50R15 LT）とバンVXにオーバーフェンダーを設定。これらの変更は当時開発が進んでいた80系への買い替えをスムーズに促すためのデザインとされた。
- 1988年（昭和63年）8月、ガソリンエンジンの3F型を電子制御燃料噴射化した3F-E型を搭載した、70ワゴン（ライト系）に続く乗用車登録モデルとなる、ワゴン4000VX（FJ62G-PEZE）を追加。
- 1989年（平成元年）10月[25] 、 生産終了。在庫対応分のみの販売となる。
- 1989年（平成元年）12月[26]、販売終了。

当初80系への切り替えは1989年（平成元年）10月を予定していたが、新機構部分の問題解決に多くの時間を要し、11月に延期されるも60系の駆け込み需要にアラコ吉原工場が対応しきれず、80系の発売は最終的に年明けの1990年（平成2年）1月にずれ込んだ。
そのため60系は同月まで生産が続けられることになった。

## 70系（1984年 - 2004年、2014年 - 2015年、2023年 -）

### ライト系
1984年11月、70系のライトデューティー版派生種として登場（日本国内は1985年〈昭和60年〉10月）。
- エンジン、トランスミッション、デフなど、ハイラックス / ハイラックスサーフと共用。サスペンションとスプリングは日本の自動車メーカーで4輪駆動車初の4輪コイルリジッドとなる。R系、L系エンジンと共に、出自は乗用車用[注 14]。
- 仕向け地により、「ランドクルーザーワゴン」（日本国内）、「ランドクルーザー」、「ランドクルーザー II（2）」、「バンデラ」の名を使い分ける。この場合の「II」は、「カローラ II」と同様、サブシリーズ（格下）の意味。
- ホイールベースは2,310 mm。 ソフトトップ （日本国内は設定なし） ハードトップ（メタルトップ）の2種のボディをもつ。

1990年4月、4ドア・セミロングボディーの追加に伴い、「PRADO」（プラド）のサブネームが与えられる。
（以降の詳細はトヨタ・ランドクルーザープラドを参照）
- ホイールベースはショート 2,310 mm（70,71）ミドル 2,600 mm（73,74　日本国内は設定なし）セミロング 2,730 mm（78,79）の3種。[注 15]

- ボディーは2ドアハードトップ（メタルトップ）のみ。日本国内向は設定がなかったが、他にソフトトップと FRPトップがあった。4ドアは、ヘビー系同様にセミロングと呼称。
- 国内向けはディーゼルエンジンのみで、時期によって2L-T、2L-TE 、1KZ-TEのどれかが搭載されたが、国外向けには、2L、 2L-T、2L-T II、3L、1KZ-Tなどが設定され、また、ガソリンエンジンは22R、22R-E、3RZ-FEが設定された。

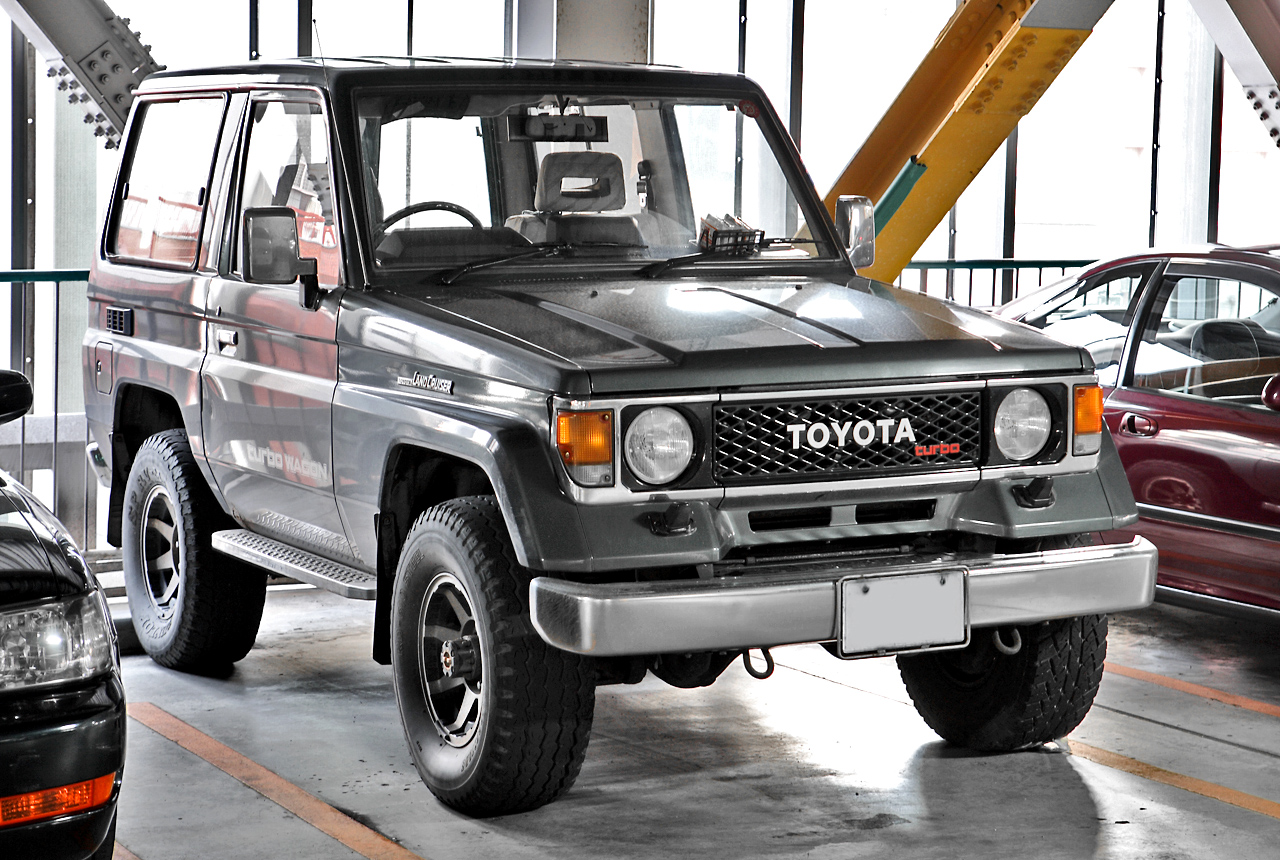
70ワゴン 2ドアハードトップ 日本国内向けLJ71G
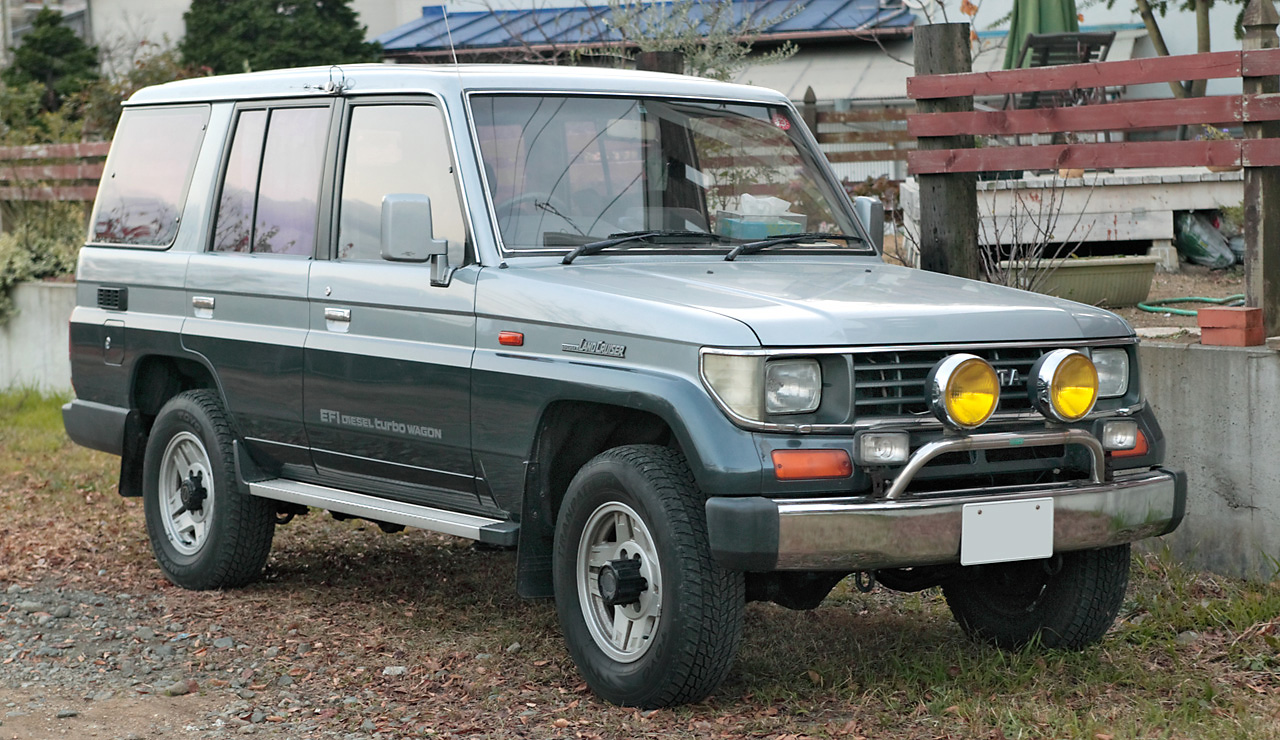
70プラド セミロング4ドア 日本国内向けLJ78G

## 80系（1989年 - 1997年）
ボディサイズが60系よりも一回り大きくなり、よりメインマーケットの北米、中東、オーストラリアに向けたモデルとなる。
80系は55型以来のトラック然とした成り立ちから、内外装の質感向上と装備の充実により、高級スポーツ・ユーティリティ・ビークル（SUV）へと性格が変化した最初のモデルであると言える。しかし、従来同様の強靭なラダーフレームと前後リジッドアクスルという構成を維持し、さらに、サスペンションスプリングがリーフスプリングを凌ぐ乗り心地と長大なストロークを持つコイルスプリングとなったため、オンロードでの快適性と操縦安定性が大きく向上し、オフロードにおいても従来型を超える高い走破性を持つこととなった。
- 日本国内では、ワゴンがガソリンエンジン、バンはディーゼルエンジンを搭載していた。ディーゼルエンジンの1HZ型は初期のベーシックグレードであるSTDやGXに搭載、後期のGXと上級グレードのVXとVXリミテッドにはターボ付き直噴式の1HD-T型（1990年 - 1995年）、1HD-FT型（1995年 - 1997年）が搭載された。

トランスミッション
- 日本国内を含め、他の仕向地向けのランドクルーザー80系に搭載されている4速ATは、ガソリン、ディーゼル共にライトトラック用のアイシン精機（現:アイシン）製A442F型であるが、ガソリンエンジンのみの北米向けは乗用車系のアイシンAW（現:アイシン）製A343F型を採用。
アイシン精機（現:アイシン）製A442F型に比べ、アイシンAW（現:アイシン）製A343F型は許容トルクや耐久性の面では下回るが、変速ショックや騒音が少なく、重量も40 kg程度軽い[注 16]。

ドライブトレイン
- 60系のパートタイム方式から、デフロック付のベベルギア式センターデフを持つフルタイム方式へと変更、ただしバンの一部グレード（STD、GX）はパートタイム4WDである。
従来のトランスファーは新型車解説書にも型式に関する記載はなかったが、80系では、フルタイム4WDがフルタイム式HF2A型トランスファーに、ABS装着車にはABSの動作を制限しないよう、ビスカスカップリングLSDが追加されたHF2AV型（Vはビスカスカップリング付きを表す）と記載されるようになった。このトランスファーは2速（Hi 1.000、Lo 2.488）の副変速機も兼ねており、どちらも1輪への過大なトルクの集中を防ぐため、ローレンジではセンターデフが強制的に直結となる。

また、60系や70系同様、オプションで前後アクスルデフのロックも選択可能で、操作・作動も60系のワイヤー式から電動式へ変更された。
サスペンション
- 前後共にコイルスプリングを採用したリンク式リジッドアクスルとなった。ランクルでは70ライト系で初めて採用された方式であるが、ステーションワゴンへの採用は初となった。

日本国内向けは8人乗りのワゴンと5人乗りのバンが用意されており、グレードには下からパートタイム式4WDの「STD」、「GX」、そしてフルタイム4WDを採用した「VX」、「VXリミテッド」がある。モデルライフを通じて常に存在したグレードはVXとVXリミテッドで、STDは1989年 - 1993年、GXは1989年 - 1998年に販売。上位2グレードはランクルの新世代フラッグシップとして上質なインテリアや高級装備が標準またはオプションで用意され、下位2グレードは細身大径タイヤでオーバーフェンダー非装着となっている（なお、GXについては後期型（1995年 - 1997年）のワゴン及びバンのディーゼルターボに装着されていた）。バックドアは、STDとGXが左右非対称の観音開き、VXとVXリミテッドが上下開きを採用した。
歴史
1989年（平成元年）10月
- 東京モーターショーでランドクルーザー70ライト系ワゴン（後のランドクルーザープラド）の4ドアセミロングと共に、80系が初披露される。

1989年（平成元年）12月
- 60系の後継車として80系を発表。

当初80系への発売は1989年（平成元年）10月を予定していたが、80系は新機構満載でトヨタとアラコ共に未経験の部分が多く、その解決に多くの時間を要したことで一旦12月に延期される。しかし、60系の駆け込み需要を生産工場が対応しきれず、80系の生産立ち上がりは遅れに遅れ、最終的に1990年（平成2年）1月までずれ込んだ。デビュー時はSTDを除き全車にムーンルーフを標準装備していた。ボディカラーは、「ホワイト（045）」「ダークブルーイッシュグレーメタリック（183）」「レッドマイカ（3H4）」「ライトベージュメタリック（4K1）」に加え、「アドベンチャーロードトーニング（20R）」と呼ばれる上半シルバー（181）・下部レッドマイカのツートーンカラー（VXリミテッドにオプション）の計5色を設定。STDは、タコメーターなし、ボディーカラーが「ホワイト」（#045）のみ、トリムがグレーのビニールレザーのみであった。
1991年（平成3年）8月
- 安全対策のため後席シートベルトを3点式に変更。エアコン、ラジアルタイヤを全車標準装備とし、フロントワイパーにインターバル調整機能を追加。さらに4スピーカーを備えたオーディオを一部グレードに採用した。

1992年（平成4年）8月
- マイナーチェンジを受けて中期型に。外観面ではワイドボディ車のアルミホイールのデザインが変更。ガソリンエンジンを4.0 Lの3F-Eから4.5 Lの1FZ-FEに変更。直6は変わらず、動弁機構を12バルブOHVから24バルブDOHCとして高速域の性能が大幅にアップ。組み合わされるATは電子制御化され、経済性も向上。サスペンションはややコシが強くなると同時に車高がわずかに下がった。安全面ではサイドドアビーム、フロントアンダーミラーを全車標準装備とし、4輪ABSをフルタイム4WDのみオプション設定。ボディカラーに「ダークグリーンマイカ」を追加。エアコンの冷媒は環境対策品（代替フロンのHFC-134a）に変更。

1993年（平成5年）5月
- ワゴンにGXを追加。バンSTDを廃止し、バンGXはバックドアを上下開き式から観音開き式に変更。VXリミテッドにオプション設定のツートーンボディーカラーは「アドベンチャーロードトーニング」から「フィールドランナートーニング」と呼ばれるシルバーとガンメタリックのツートーンカラーに変更された。また、マッドフラップの「LAND CRUISER」のホワイトレターは廃止された。

1994年（平成6年）5月
- ランドクルーザー生産累計250万台達成を記念して特別仕様車「メモリアルパッケージ」を設定。専用ボディカラーやアルミ製ルーフレール、インテリアは専用エクセーヌ表皮シートを採用。

1994年（平成6年）8月
- VXリミテッドをベースに、特別仕様車「Gパッケージ」を設定。専用ボディカラー「アーバンナイト・トーニング」、カラードバンパー、カラードディスクホイール、フロントフードエンブレムなどを特別装備。

1995年（平成7年）1月
- マイナーチェンジを受けて後期型に。ディーゼルエンジンの1HD-Tを改良型の1HD-FTに変更、当時の排気ガス規制強化に対応するため、1HD-T型をシングルカムのまま1気筒あたりの吸排気バルブを4バルブ化し、出力向上と燃焼効率を改善。また、EGRの採用によって排出ガス中のNOxを低減した。外装はフロントグリルのデザインを変更し、エンブレムを「TOYOTA」からオーバル形の「トヨタCI」マークに変更、内装ではグランドピアノと形容されたインパネのデザインが簡素化され、同時にシートの生地やデザインも変更、運転席エアバッグをオプション設定。ムーンルーフは引き続きVXリミテッドとVXに標準装備される。ボディカラーは設定が大幅に拡大され「ホワイト」、「ダークグリーンマイカ」、「ダークブルーマイカメタリック」、「グレーメタリックオパール」、「レッドマイカメタリック」、「フラクセンマイカメタリック」、「マウンテンミストトーニング」と呼ばれるダークグリーンとガンメタのツートンカラー、「モーニングミストトーニング」と呼ばれるウォームグレーパールマイカとガンメタのツートンカラーの計8色がこのマイナーチェンジ時に設定された。
- このマイナーチェンジの際、テレビ及びラジオコマーシャルが放映された（CMソングは白鳥英美子が担当、使用車両はバンVXリミテッド）。

1996年（平成8年）

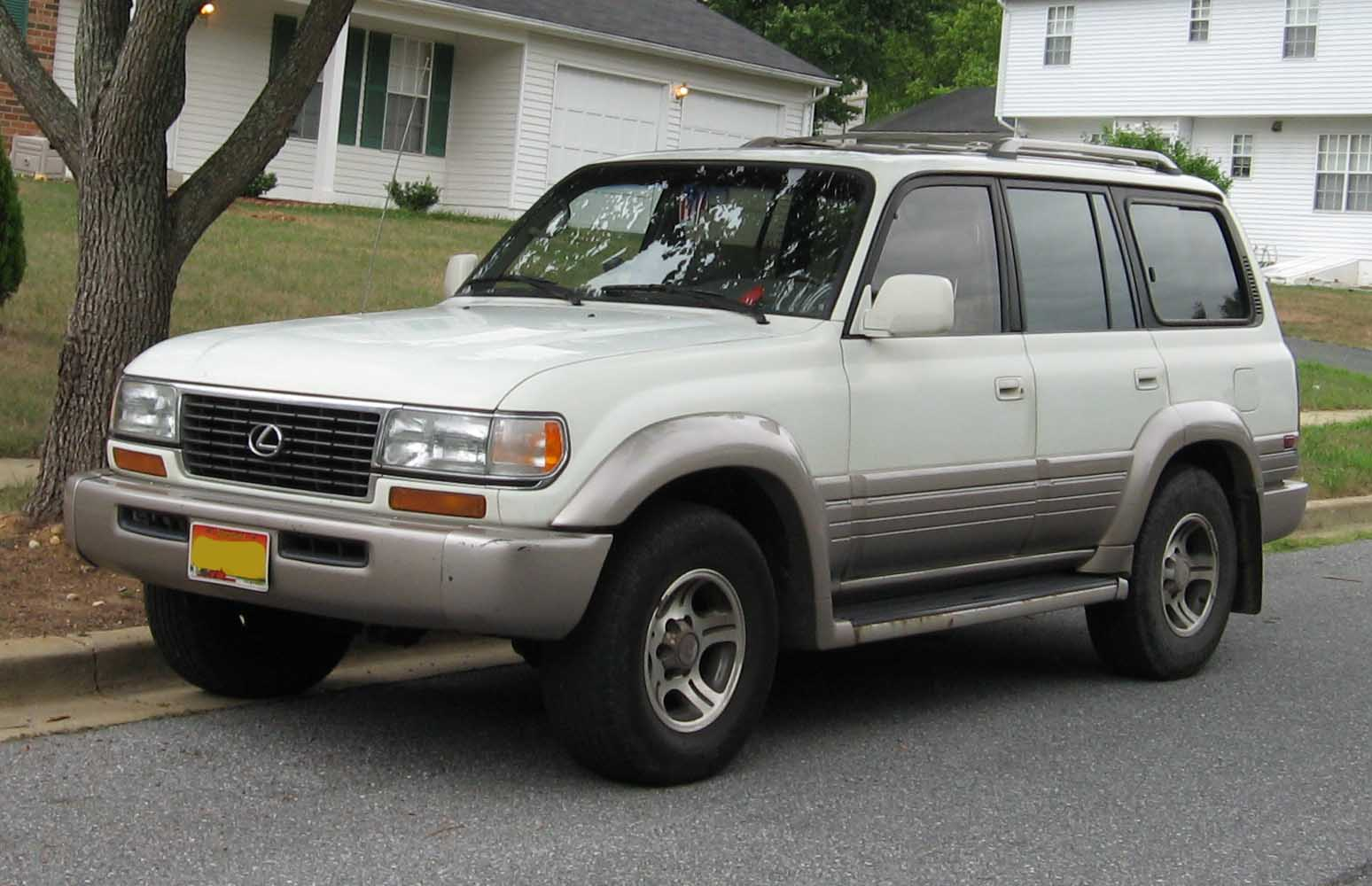
初代レクサス・LX

- 80系をベースにフロントグリル、ヘッドランプ、フロントバンパー、アロイホイールを専用のデザインとし、本革シートに木目パネルや高品位の塗装などで、より上質な仕上げとしたレクサス初のプレミアムSUV LX450として主に北米で発売された。

エンジンは直列6気筒 4,500 ccの1FZ-FE型、トランスミッションは乗用車系のアイシンAW（現:アイシン）製A343F型・4速ATで、北米向けランドクルーザー80系と同様。駆動方式はセンターデフ式のフルタイムAWDのみ。なお、背面スペアタイヤの設定はない。
1996年（平成8年）8月
- バンGXにディーゼルターボを追加し、ワゴンGXはバンGXディーゼルターボと共に275/70R16タイヤとオーバーフェンダーを装備したワイドボディに変更される。更に衝突安全性の向上を目指して全車に前席エアバッグと4輪ABS（フルタイム4WDのみ）を標準装備。

1997年（平成9年）12月
- 高い人気を維持したまま販売が終了し、100系へとバトンタッチされた。

次世代の100系は前輪が独立懸架になったこともあり、オフロード走行を重視してあえて80系に乗り続けるユーザーも少なくなかった。バンではキャンピングカーに改造された車も見られ、メーカー純正のキャンピングカー仕様車「アクティブヴァケーション」も設定されていた。
オーストラリアでは、地元においてアトラクションツアー用に改造された、荷物室を窓1つ分延ばし、後ろの車軸を2軸とした、6輪車が存在した（後後軸にはデフは装備されていない）。

## 100系（1998年 - 2007年）

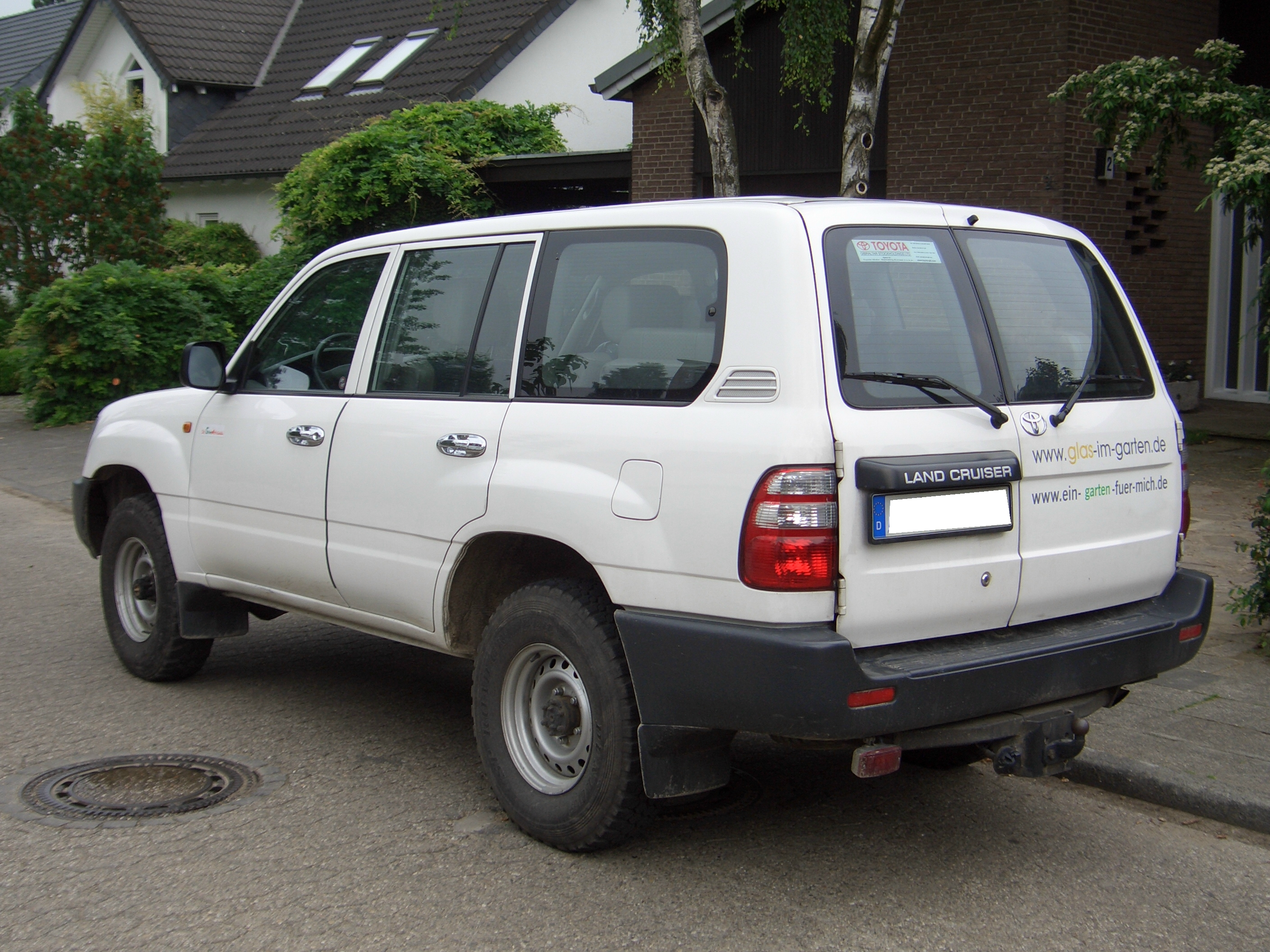
105型（欧州向け）

80系の後継として誕生した100系は、半世紀にわたり世界の悪路を走ってきたランドクルーザー・ファミリーの中で、極めてタフで実用性の高いクロスカントリー車から、さらにタフネスさを高めつつ高級車の素養をも身につけたプレミアムSUVへと大きな飛躍を遂げたモデルであり、トヨタ自らが「トップ・オブ・SUV」と宣言し、トヨタSUVの最高峰とされた。100系は歴代初のV8ガソリンエンジンが搭載され、先代80系で初採用されたフルタイム4WD方式に電子制御の磨きがかかり、さらに悪路走破性と乗り心地を高次元で融合させたスカイフックTEMSを導入。その上でインテリアに本革のシート＆トリムや木目パネルを多用するなど、V8エンジンの静粛性や最新技術と高級装備は発売後から好評で、日本では「オフロード界のセルシオ」と言われることもあった。アメリカ合衆国においては、所有者の世帯収入の中央値が20万ドル（約2,400万円）以上という高級車となった。
シャシ・ボディ
- シャシは伝統のラダーフレームを採用し、先代と同様に強靭なボディと高い走破性能の四輪駆動システムを持つ。

エンジン
- ワゴンにはV型8気筒DOHC32バルブ4,663 ccの2UZ-FEを採用し、バンは水冷直列6気筒OHC24バルブ4,164 ccICターボディーゼル1HD-FTEの2種類を採用。

ドライブトレイン
- トランスミッションは4速AT（2002年8月のマイナーチェンジで5速化）であるが、バンのVXには5速MTも設定された（2002年8月のマイナーチェンジを期に廃止）。

北米向けはLX470を含めライトデューティー仕様となっており、アイシンAW（現:アイシン）製の乗用車用4A/Tを積んでおり、その他の仕向け地用のアイシン精機（現:アイシン）製のライトトラック用4A/Tを持つものに比べ、重量が40 kgほど軽くなっている。後に5A/Tに変更されている。
- ハブボルトが従来のM12・6本、PCD 139.7 mmから、M14・5本、PCD 150 mmに変更された。

サスペンション
- フロントに先代から採用されていたコイルスプリング + 3リンクのリジッドアクスル式サスペンションから、トーションバースプリング + ダブルウィッシュボーン式サスペンションの独立懸架となり、操舵方式もボール循環式からラック&ピニオン式へと変化を遂げ、より操安性と快適性の向上が図られた。これにより、前輪のホイールトラベルが大幅に減少し、オフロード（なかでも極端な不正地）での接地性が下がる懸念があったが、油圧による車高調整機能やトラクションコントロールが設定されており「ランクル」ブランドの名に恥じることのない走破性能を維持していた。
- ハイドロニューマチックサスペンションの装備や（Gセレクションには標準装備）、多くの制御が電子化されたことで、クロスカントリーカーとしての信頼性が下がったと見る向きもある。
- 姿勢や車高の電子・油圧制御を省き、単純なコイルスプリングとショックアブソーバーの組み合わせのみとしたグレードも設定されていた。

80系同様にワゴンとバンの仕様があり、グレードは下からVX、VXリミテッド、VXリミテッド Gセレクション、そして途中追加されたレクサスLX470の国内版のシグナスがある。

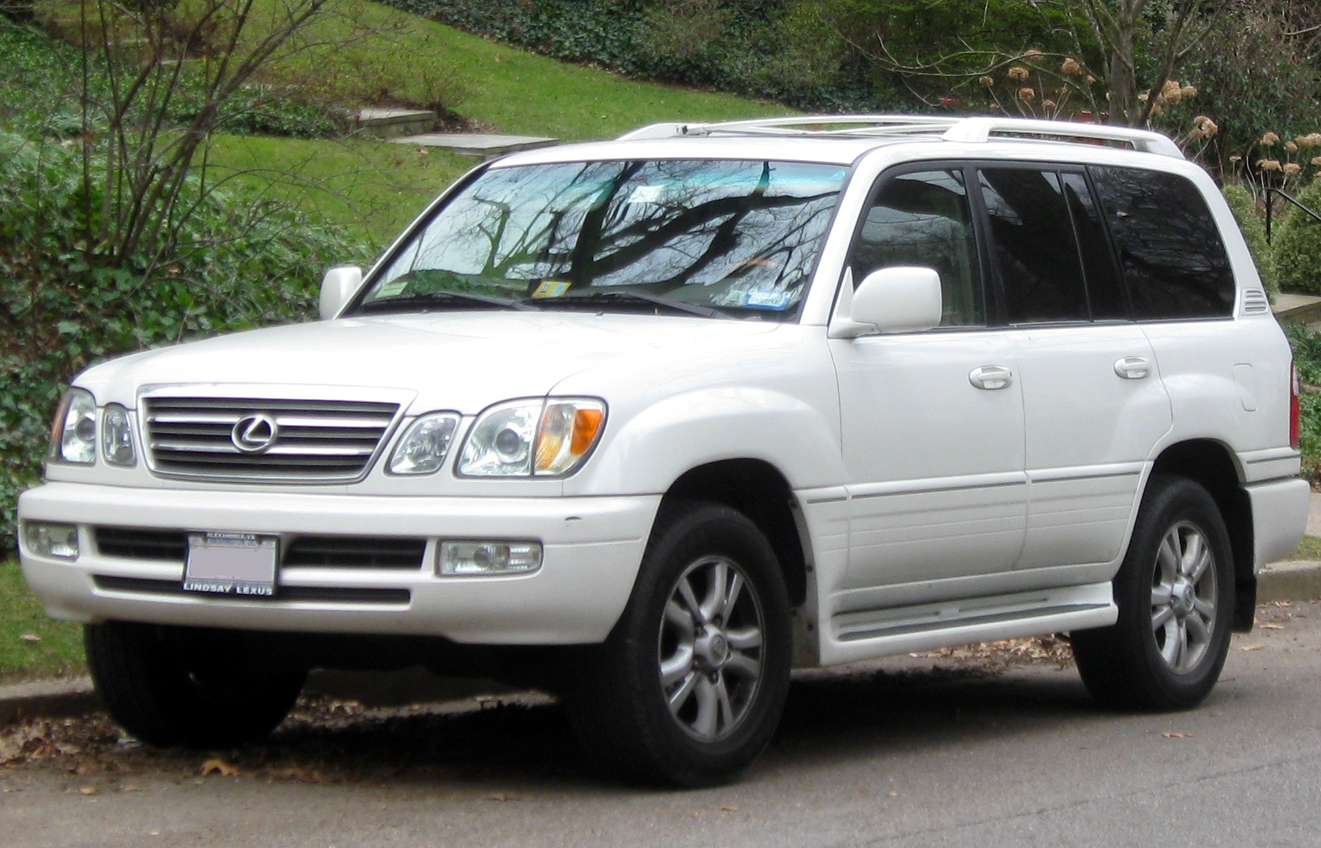
2代目レクサス・LX

日本市場ではレクサス・LXのバッジエンジニアリング車が、「ランドクルーザーシグナス」の名称で発売された。同モデルは4灯ヘッドライト、大径クロームメッキホイールという外観の違いがある。Gセレクション同等の装備に加え、レクサスLX 専用装備となる電動リアクォーターウインドウ、エンジンフードやドア内部の遮音材が追加されている。また、足元灯、ムードランプ（センターコンソール用ダウンライト）、インナードアハンドルランプ、ステップランプなど、照明関係も充実している。
日本国内の一般向けモデルのバックドアは上下開きのみの設定となったが、機動隊の現場指揮官車や、日本道路公団のパトロールカーとして納入されているモデルは、バックドアが左右非対称の観音開きとなっている。
歴史　

1998年1月　

•  フルモデルチェンジで100系へ。

1998年10月
- V8ガソリン仕様ワゴンのVXリミテッドと同GセレクションにアクティブTRC（トラクションコントロール）とVSC（ビークルスタビリティコントロール）がオプションで新設定された。

1998年12月

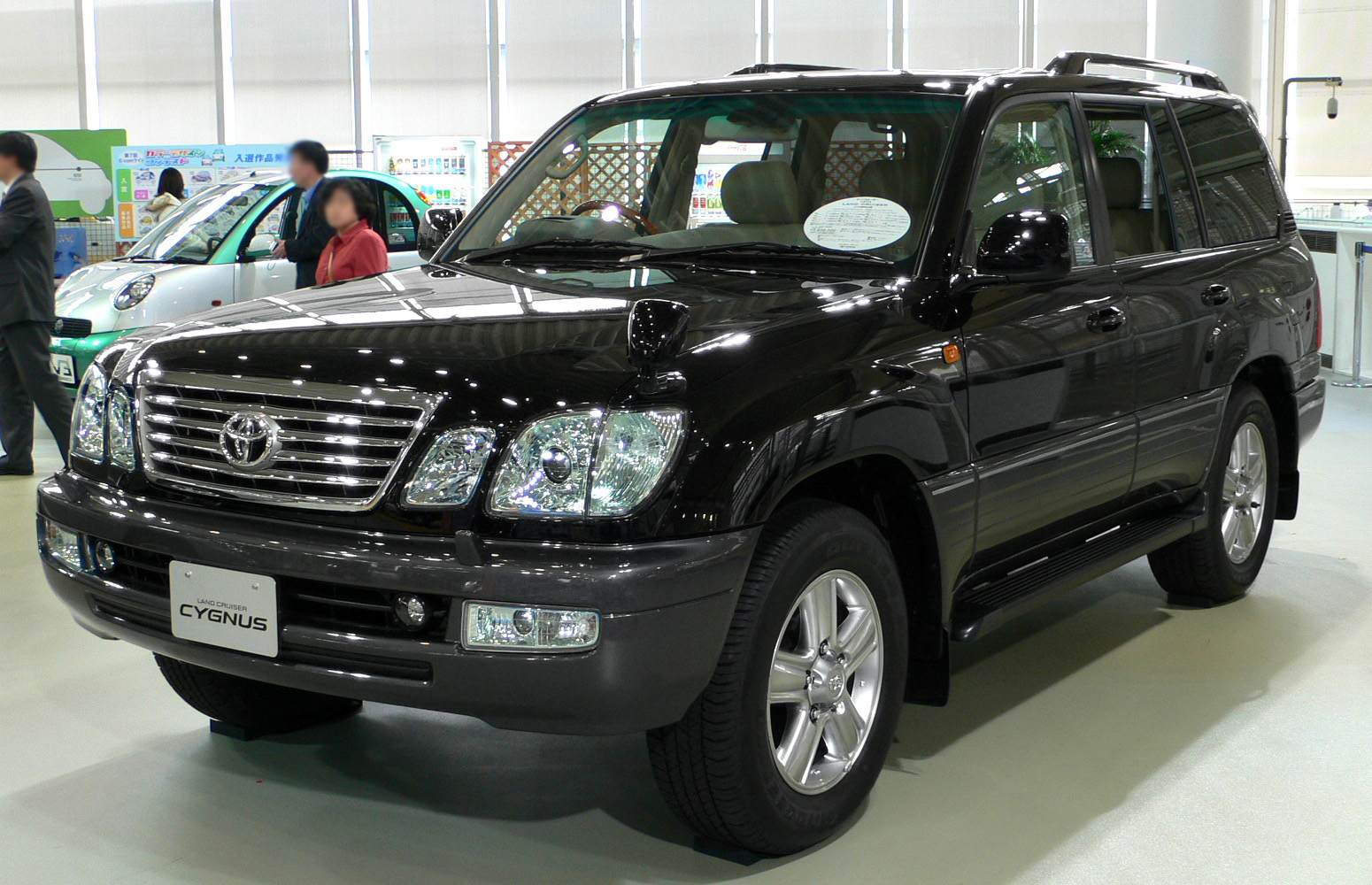
ランドクルーザーシグナス

- 上級グレード「ランドクルーザーシグナス」を追加。

1999年8月
- シグナスの一部改良。オンロードの安全走行を支援するVSCとオフロードでの走破性を高めるアクティブTRCを採用。エレクトロマルチビジョンをDVDナビ＆オーディオとのセットでオプション設定。

2000年5月
- 一部改良。イモビライザーや防犯性の高いキーシリンダーなどが標準装備となり、セキュリティー性能が向上したほか、全グレードに撥水フロントガラスを新設定。

2001年1月
- ランドクルーザー生誕50周年記念の特別仕様車がランドクルーザー100とともにシグナスにも設定。ボディカラーはホワイトパールクリスタルシャイン、アルミホイールはクロームメッキ、ルーフレールはボディ同色とした。

2002年8月
- 初のマイナーチェンジ。インパネのデザインが全面変更を受け、センター部マルチインフォメーションディスプレイの視認性＆操作性が向上したほか、近赤外線による夜間の視界確保を目的としたナイトビューがオプション設定に。トランスミッションが全車とも4速ATからスーパーインテリジェント5速オートマチック（5Super ECT）に変更、さらに操縦性と走行安定性を向上させる可変ギア比ステアリングシステム（VGRS）が新採用となった。エンジンはV8ガソリン、直6ディーゼルターボともに最新の排出ガス規制に適合し燃費と馬力も向上。また大径アルミホイールをVXリミテッド、VXリミテッド Gセレクションに標準装備。グレード構成では、V8ガソリンのワゴンVXは3列シートの8人乗りから2列シートの5人乗りに変更された。直6ディーゼルのバンVXは廃止され、VXリミテッドと同Gセレクションのみのラインナップとなった。加えてバン全車は、同年10月より施行された「自動車から排出される窒素酸化物及び粒子状物質の特定地域における総量の削減等に関する特別措置法（自動車NOx・PM法）」の規制対象車となったため、規制対象地域での購入・登録は不可能となった。
- シグナスには上記に加え、オーディオでは米マークレビンソン社のプレミアムサウンドシステム、セキュリティ機能ではエンジンイモビライザーシステムに加えオートアラーム機能も備えた。外観ではフロントグリルのデザインを小変更。

2003年8月
- 一部改良。ナビゲーションシステムが高性能化。渋滞情報を受けるVICSが性能アップし、G-BOOKなどのトヨタ最新機能が盛り込まれ、バックガイドモニターも同時に採用。安全性能ではアクティブTRCとVSCの両システムがワゴンだけでなくバンにも拡大設定された。

2005年4月
- 二度目のマイナーチェンジ。エクステリアではヘッドランプに対向車への眩惑を軽減するマニュアル式光軸調整用レベリング機構を備えたほか、リアコンビネーションランプのデザイン変更とともにLED化、フロントグリル、アルミホイールのデザインを変更して高級感がさらに高められた。また、背面スペアタイヤ仕様が廃止された。V8ガソリンエンジンはさらに改良されて燃費がわずかに向上し、平成22年度燃費基準を達成した。特別仕様車として、VXリミテッド・ツーリングエディション、VXリミテッド Gセレクション・ツーリングエディション、またシグナスにはストーン色内装を採用した「インテリアセレクション」を設定。

2006年3月
- ランドクルーザー100とともに特別仕様車の“60thスペシャルエディション”を設定。専用黒本木目のステアリングホイールとシフトノブ、専用黒木目調パネル（センタークラスター、フロントコンソール、パワーウインドゥスイッチベース）、G-BOOK対応DVDナビゲーション付EMVを装備。

2007年7月
- シグナスの生産終了。在庫対応分のみの販売となる。

2007年8月
- 平成17年排出ガス規制に適合しないことを理由に、日本国内向けの残りの全グレードの生産を終了。在庫対応分のみの販売となる。

2007年9月
- 在庫販売を終了し, 後継の200系へとバトンタッチ。

月間販売台数は常に2,000台以上を維持しており、ライバル車の日産サファリ、三菱パジェロを大きく突き放し好調な売り上げを維持していた。また、高価格と人気を反映して、日本ではランドクルーザー100だけを狙った窃盗団による窃盗の被害が90年代後半～2000年代中盤にかけて多発した。

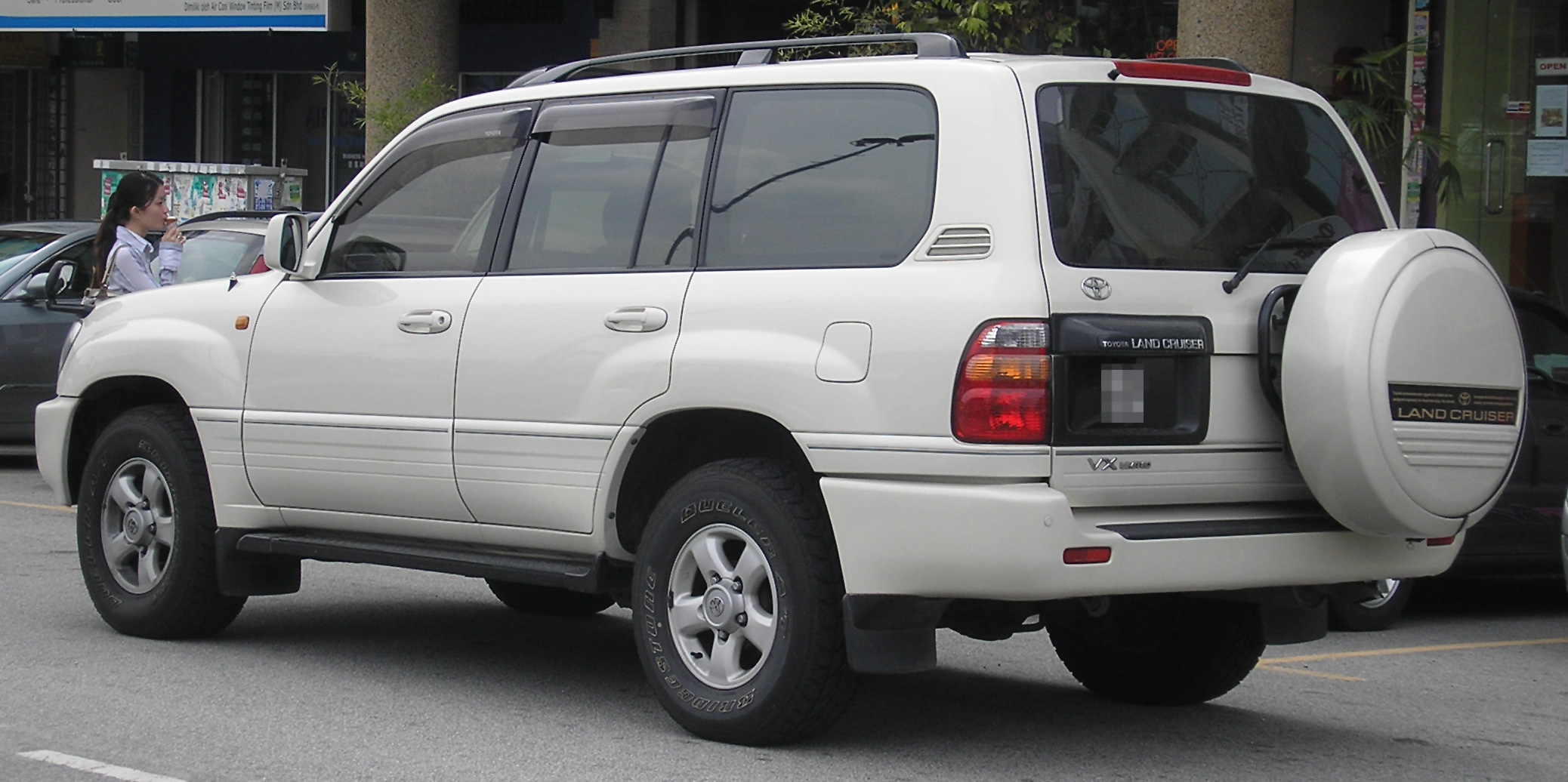
前期型リヤ （1998年1月-2002年8月）
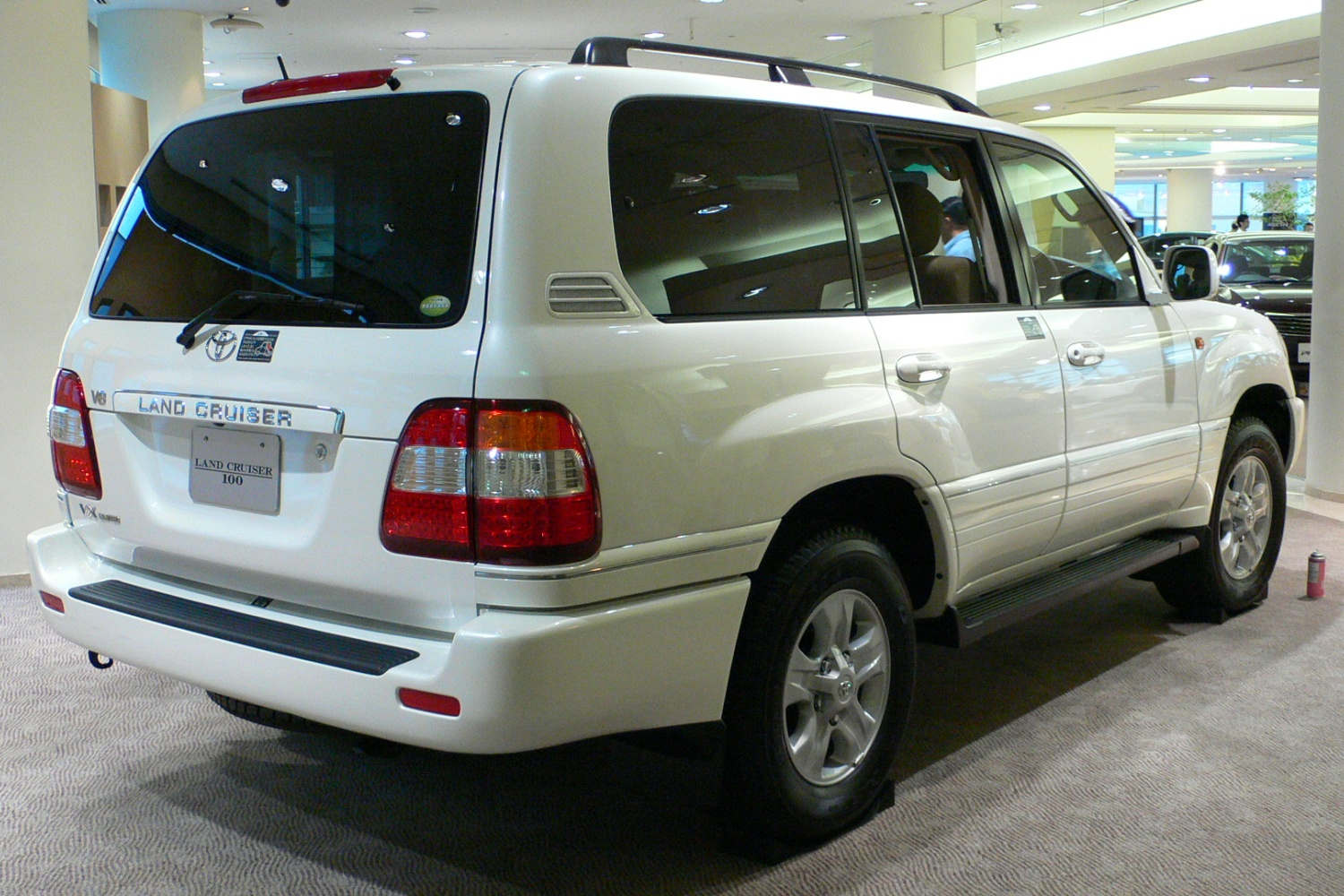
後期型リヤ （2005年4月-2007年9月）

### 105型
フロント独立懸架化によって高いオンロード性能を手に入れた100系ではあったが、相変わらず過酷な状況での耐久性や悪路走破性、積載性など80系で好評だったワークホースとしての性能が求められ、コルゲーテッドロード（Corrugated road または Washboarding）と呼ばれる洗濯板状の未舗装路を多く持つオーストラリアなど一部の国からの強い要望で、実績のない前輪独立懸架に対する担保としてボディは100系としながら、エンジンや駆動系などのシャーシーは80系を踏襲、足回りは前後リジッド式コイルを採用した「105型」と呼ばれる特殊な海外専用仕様が設定されている。
主に国連やオーストラリア向けとして輸出され、エンジンは80系と同じ4.5リッター直6ガソリン1FZ-FE型と4.2リッター直6ディーゼル1HZ型のみの設定である。また、ガソリンエンジンには5MTも存在する。内装は国内仕様にはないベンチシート、ビニールフロアの簡素装備なスタンダードグレードの他、装備を充実させた「GXL」グレードも用意されていた。
オーストラリア向けは、70系トゥループキャリアー同様、予備の燃料タンクを持ち（合計180L）、インパネに追加燃料計とメインタンクへ汲み出すポンプ用スイッチを装備する。
オーストラリアでは大変な人気を獲得し、キャンピングカーや作業車のベース車両として活躍。少数ながら日本に逆輸入された個体も存在する。

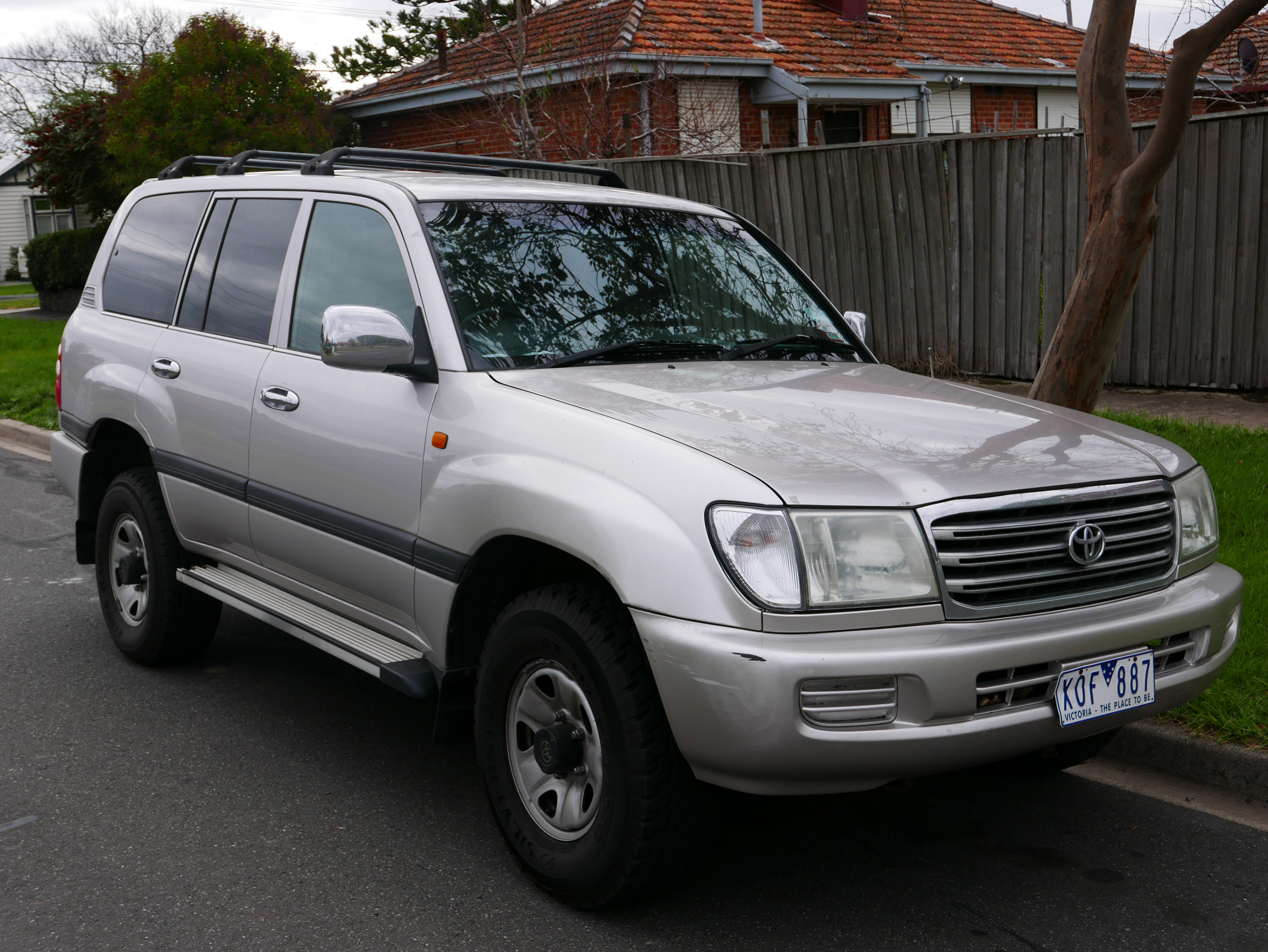
2004 豪州モデル(UZJ100R)
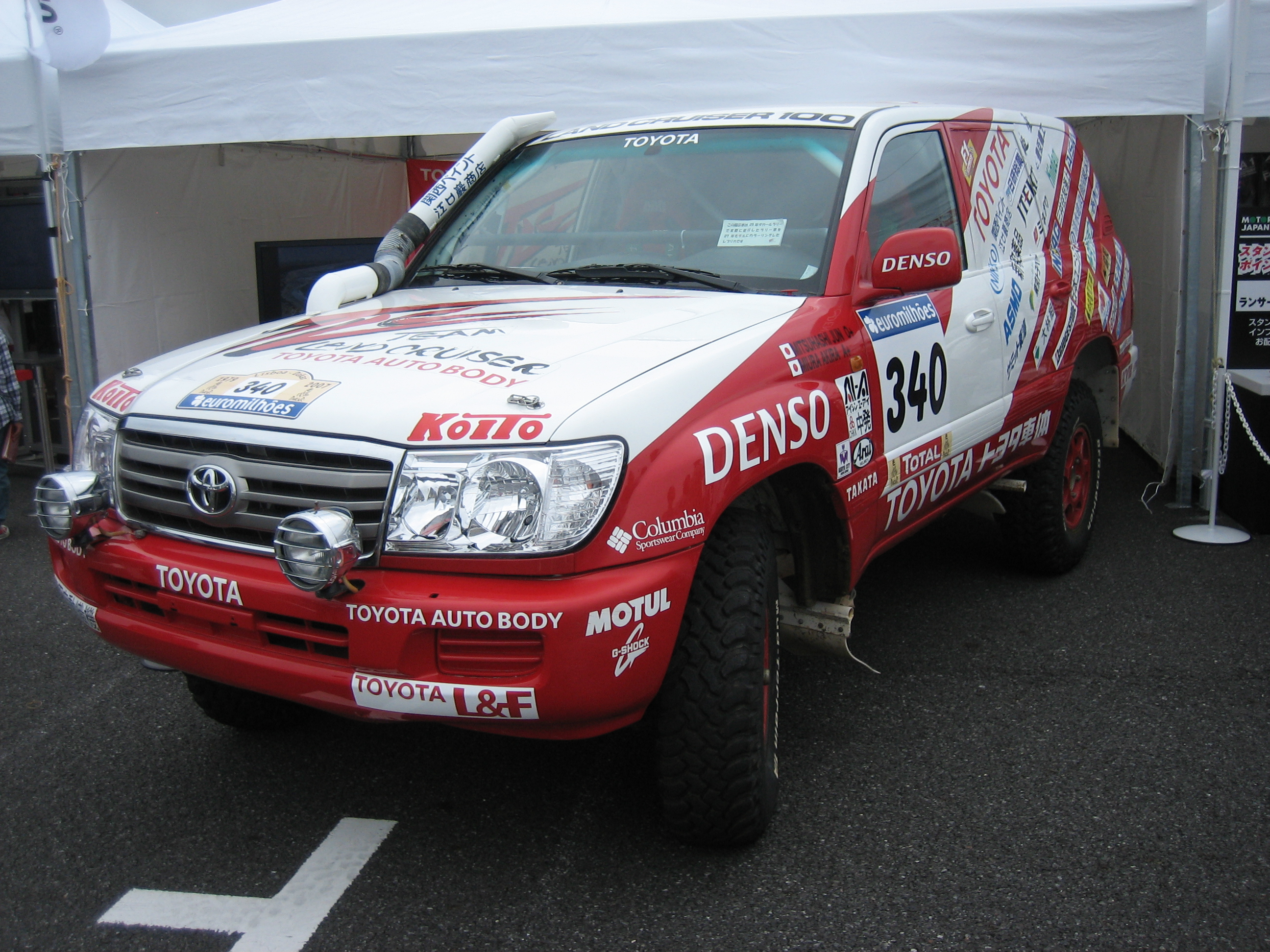
ラリーレイド仕様車

## 200系（2007年 - 2021年）
200系は歴代のランドクルーザーを意識させるデザインであり、これまでのランドクルーザーの走破性はそのままにさらに豪華な内外装が与えられている点が特徴で、国内価格も400万円を大きく上回る。国内での目標月間販売台数は700台と発表されている。2008年（平成20年）には100カ国以上で販売され、グローバルな目標年間販売台数は10万台と発表されている。
グレードはZX（2009年〈平成21年〉4月に追加）、AX Gセレクション、AX、GX（2010年〈平成22年〉7月追加）がラインアップされている。
シャーシ・ボディ
- ねじり剛性や曲げ剛性に優れた強靭なラダーフレームを採用している。オンロードでの走りの基本性能を高めるとともに、振動伝達やロードノイズの低減を図るなどしている。
- ドアミラー付け根部分とテールランプサイド面には、F1で蓄積された空力技術を用いたエアロスタビライジングフィンを採用した。それにより、気流に小さな渦を発生させて車体を左右から押さえつけ、操縦安定性を向上させている。

エンジン
- 日本仕様のエンジンは、2007年（平成19年）9月登場時、V型8気筒DOHC 4,663cc（2UZ-FE）が採用されていたが、2009年（平成21年）4月の一部改良でV型8気筒DOHC 4,608cc（1UR-FE）に変更された。また国外向けには V型8気筒DOHC 4,461cc（1VD-FTV）のツインターボディーゼルエンジンやV型8気筒DOHC 5,663cc（3UR-FE）、V型6気筒DOHC 3,955cc(1GR-FE)を搭載したモデルを販売している。[注 19]
- 2009年4月の改良から搭載されているV型8気筒DOHC 4,608cc（1UR-FE）はアルミダイキャストブロック、Dual VVT-i（吸・排気連続可変バルブタイミング機構）を採用した。また、同時に低フリクション化による燃費向上や低排出ガス化に成功。

サスペンション
- サスペンションは、フロントにはコイルスプリング式のハイマウント・ダブルウィッシュボーンサスペンション、リヤにはトレーリングリンク式サスペンションを採用。
- 4-Wheel AHC＆AVS（4輪アクティブ・ハイト・コントロール・サスペンション＆アダプティブ・バリアブル・サスペンション・システム）を「ZX」に搭載。
- 4-Wheel AHC＝車高調整機能は、通常走行（ノーマルモード）・乗降時（ローモード）・オフロード走行（ハイモード）と、状況に応じて選択できる。また高速走行時には、車高を自動的にノーマルモードからローモードへ切り替わる。L4駆動時には状況に応じハイモードへ自動的に切り替える。
- AVS=走行状態に応じて減衰力を自動制御。通常走行時は乗り心地を重視した減衰力を確保しながら、旋回時には姿勢変化を抑える減衰力に切り替わり、内側の浮き上がりを抑え、外側の接地性を高めてコーナリング性能を向上させる。
- KDSS（キネティックダイナミックサスペンションシステム）を「AX Gセレクション」に搭載。

KDSSは、前後のスタビライザーを油圧システムで結び、走行状況に応じてその効力を自動的にコントロール。舗装路での旋回時などではスタビライザーの効力を発揮させ、優れた安定性を実現。一方、岩場など起伏の激しい路面ではスタビライザーの効力を無くして、大きなホイールストロークを確保する。
四輪駆動システム

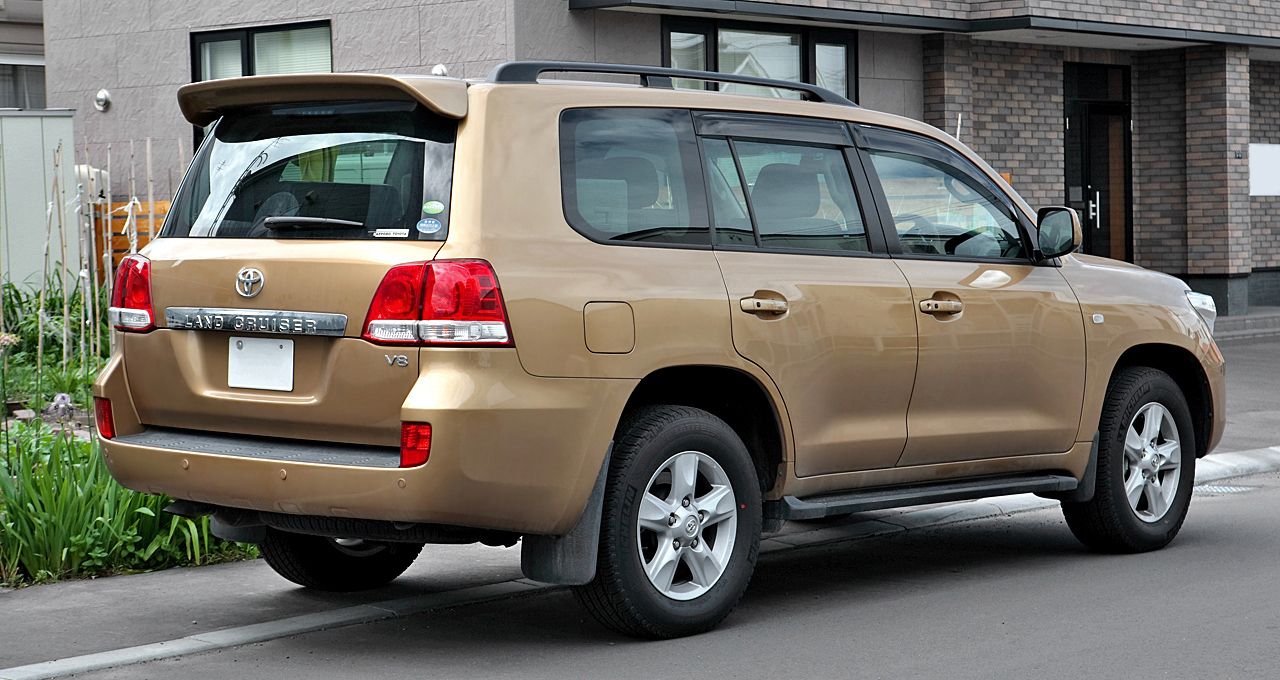
駆動システムには、マルチテレインセレクトを全車に採用（「GX」は2015年〈平成27年〉8月のマイナーチェンジから）。
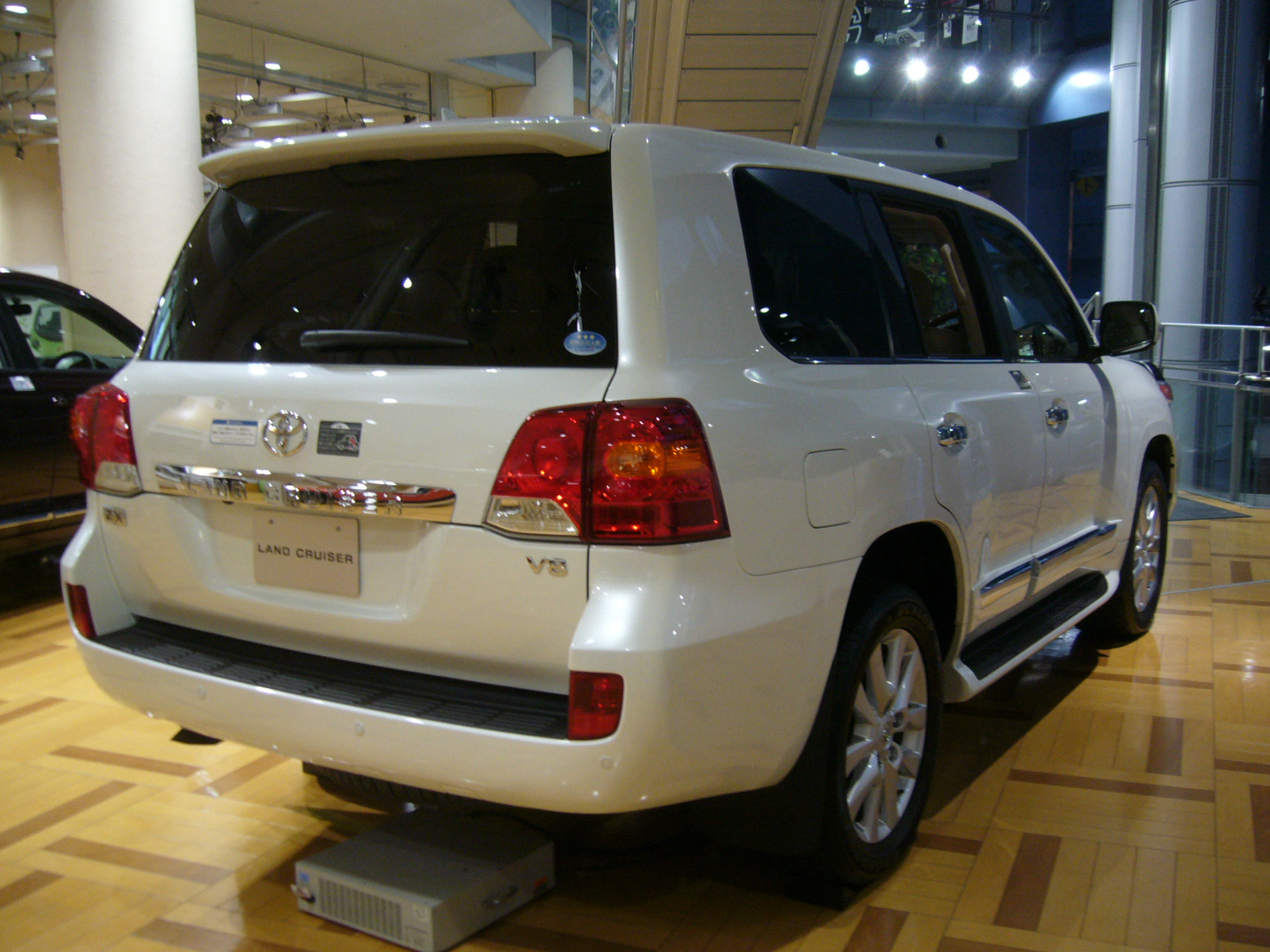
2012年1月改良型（2012年1月-2015年8月） リア
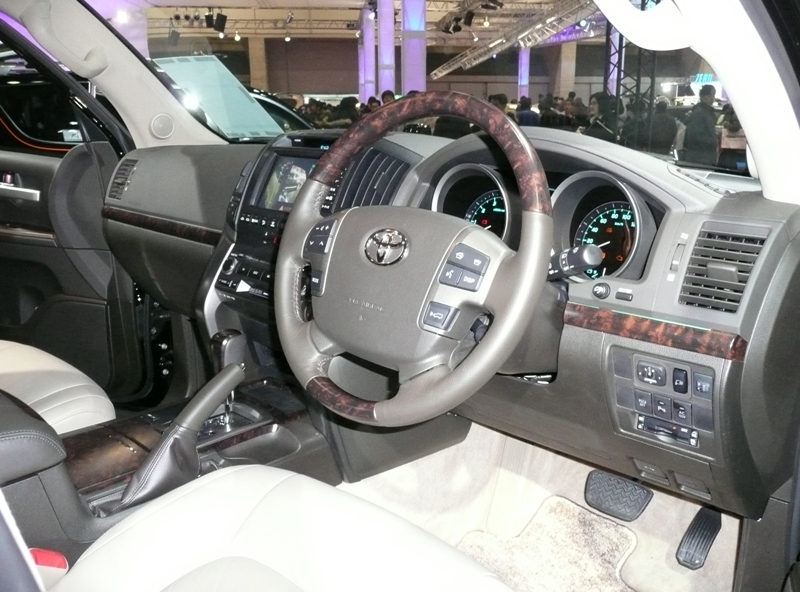
車内
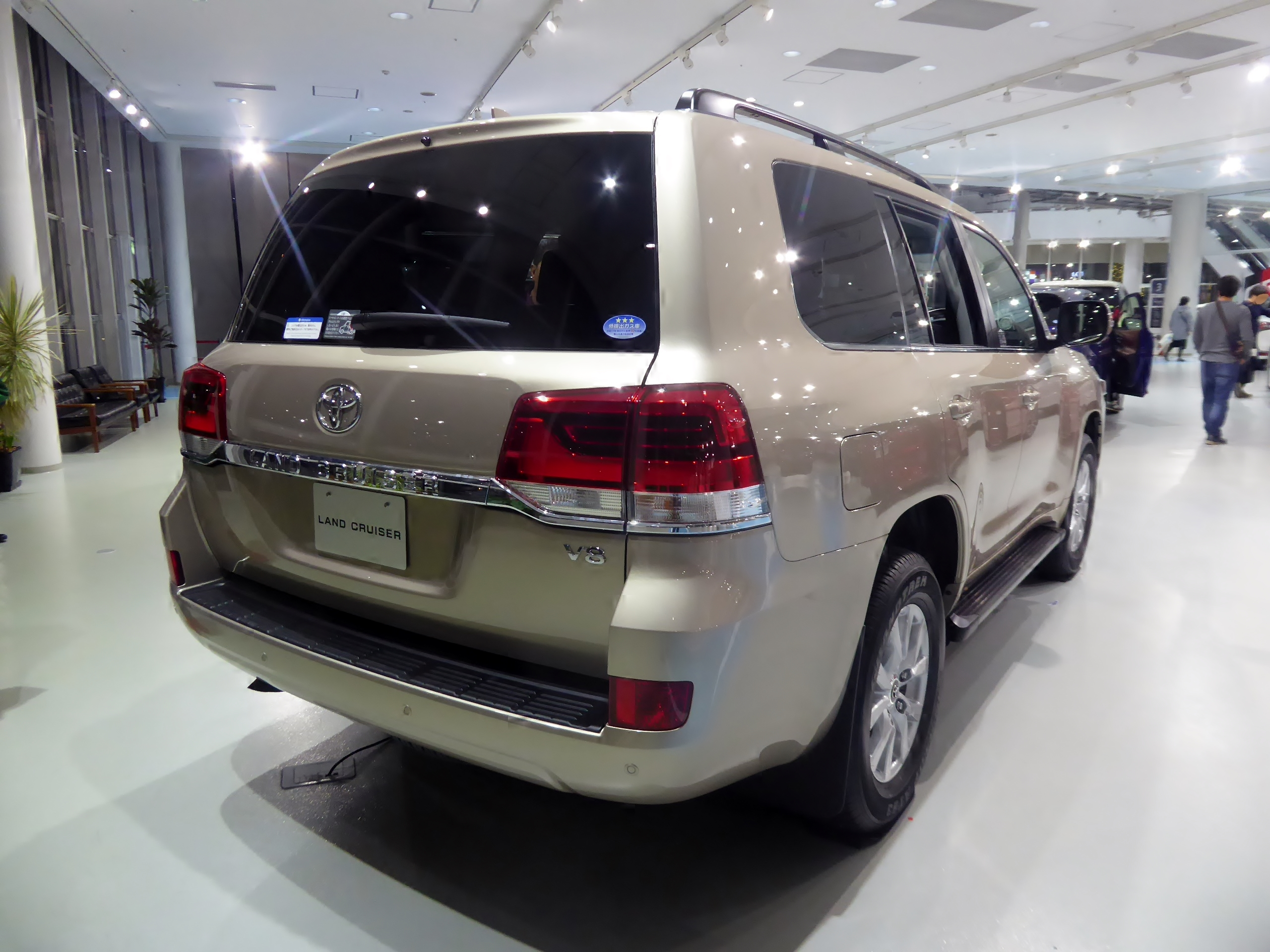
2015年8月改良型（2015年8月-） AX Gセレクション リア
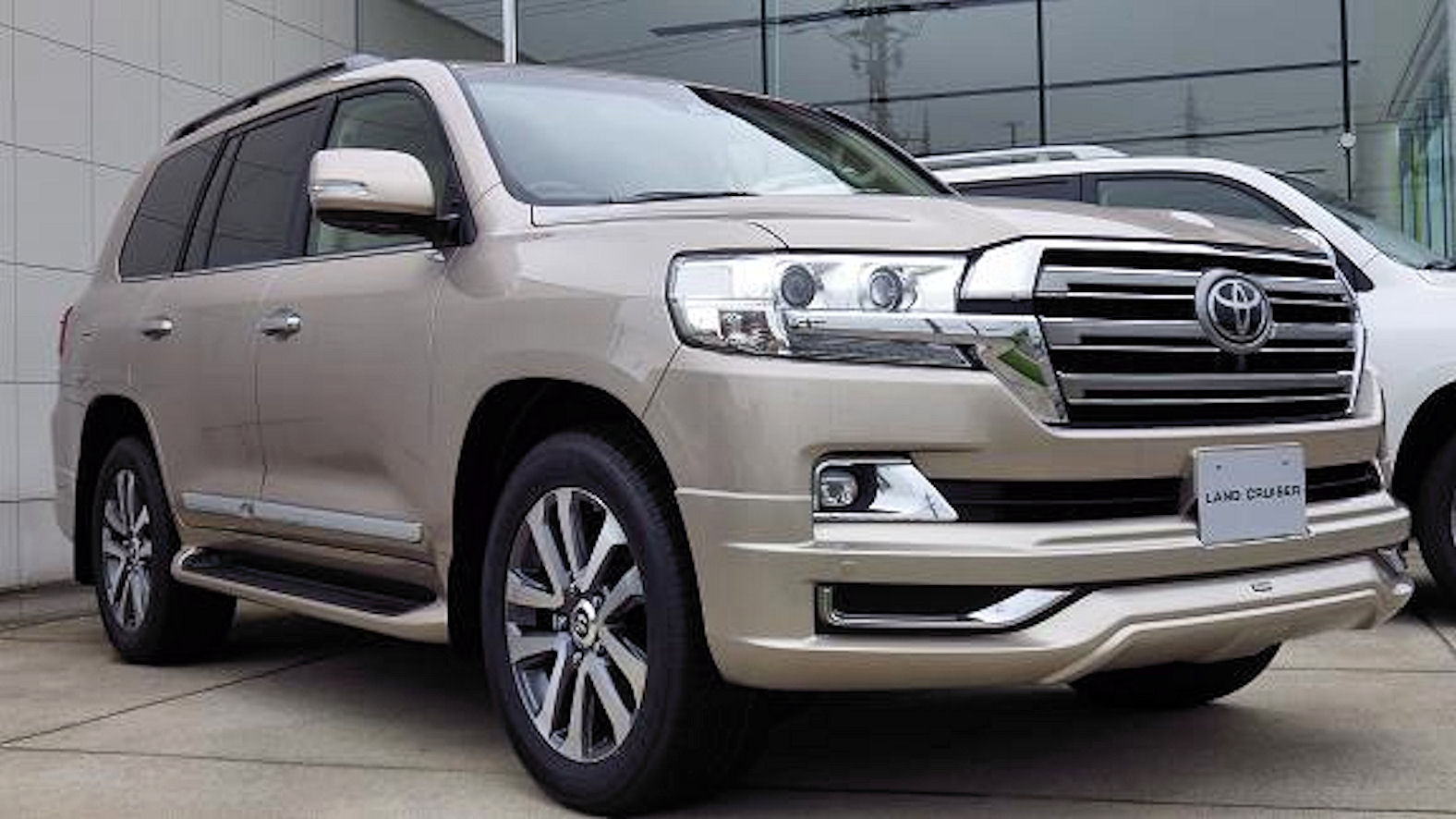
2015年8月改良型（2015年8月-） ZX（モデリスタエアロ装着車）
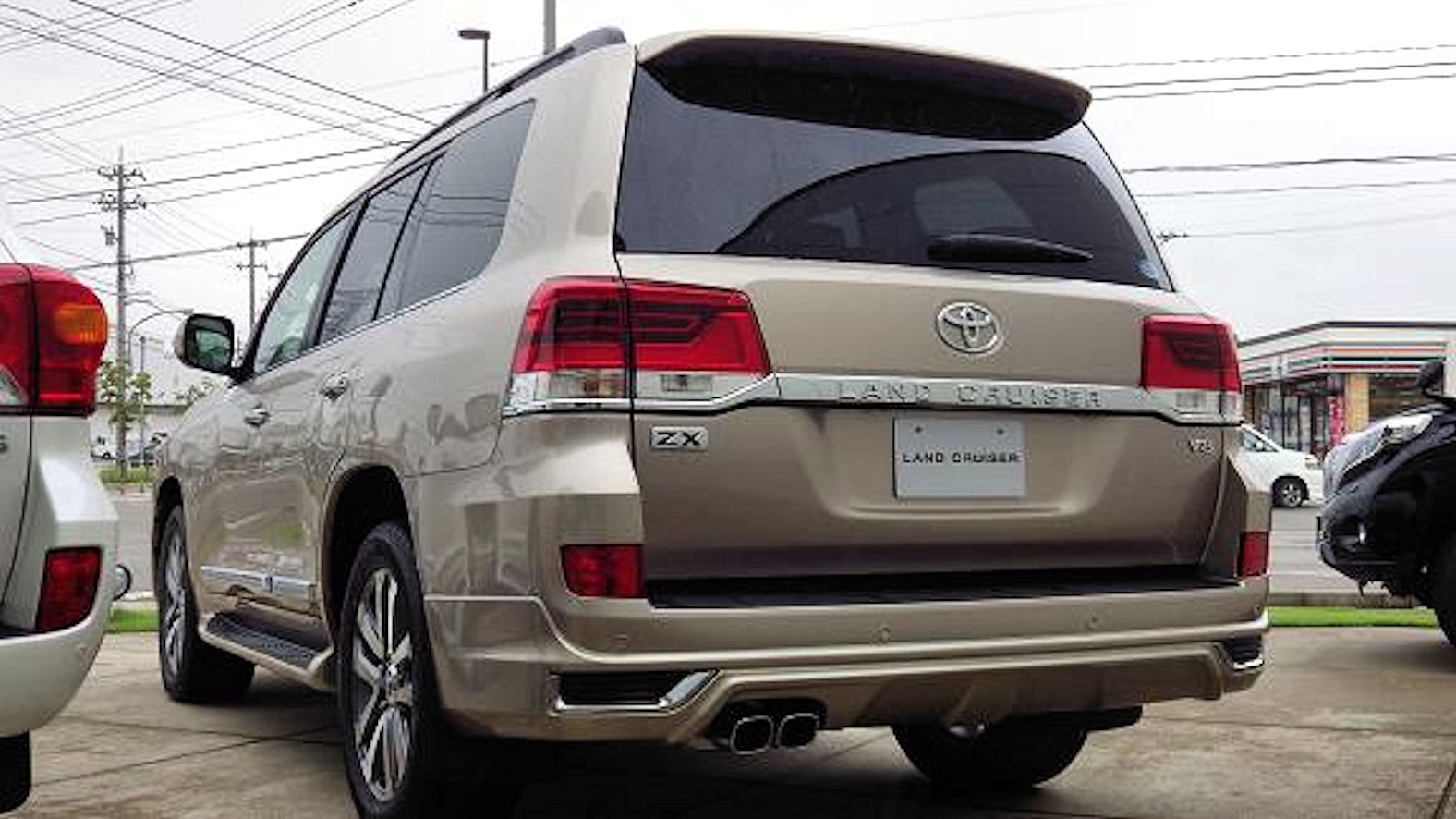
2015年8月改良型（2015年8月-） ZX リア（モデリスタエアロ装着車）
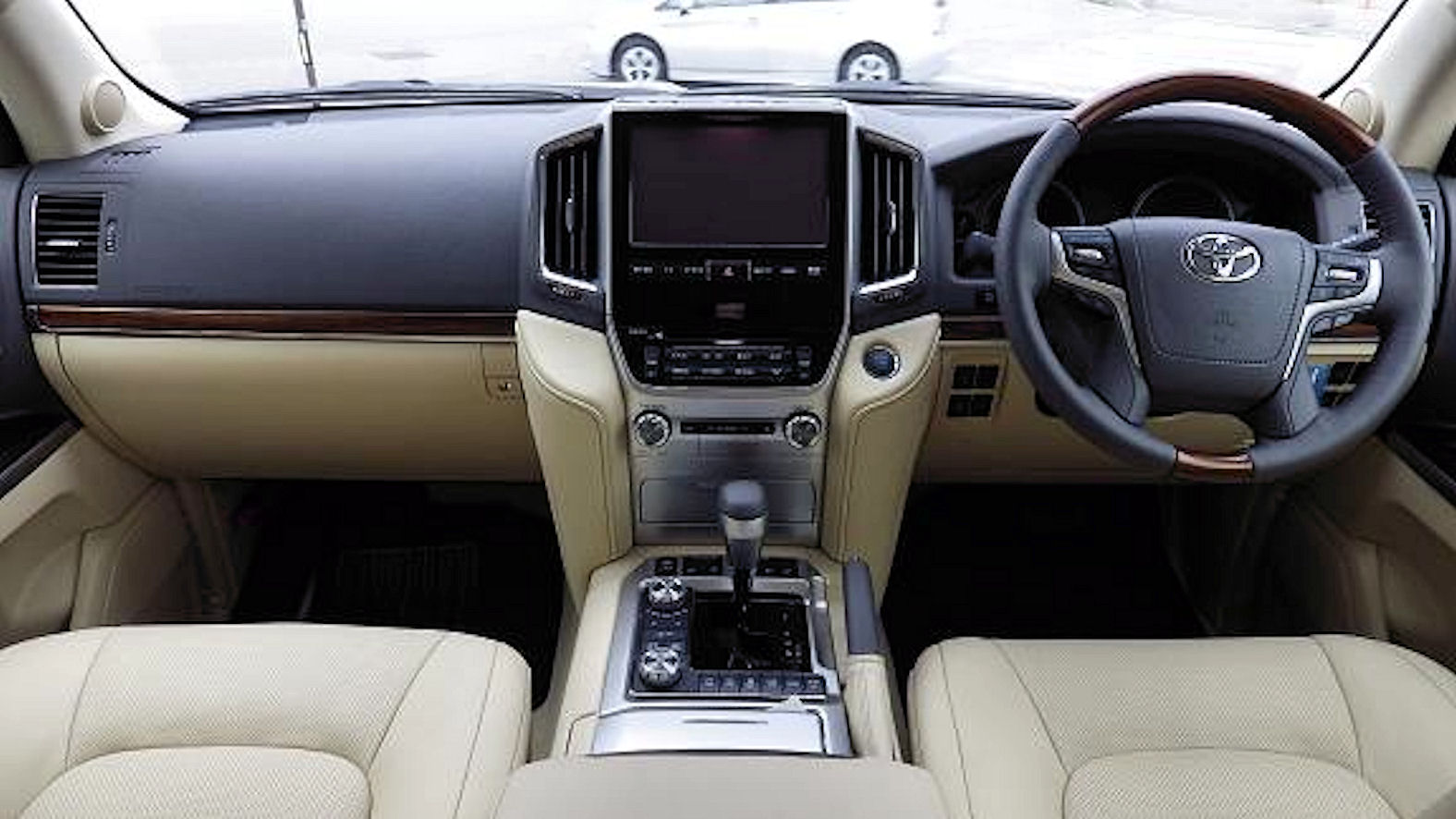
2015年8月改良型（2015年8月-） ZX 車内

オフロード走行において、トラクションやブレーキを最適に制御して4WD性能をより高める最新のシステム。モードセレクタースイッチで、5つのモード（ROCK/ROCK＆DIRT/MOGUL/LOOSE ROCK/MUD＆SAND）の中から路面状況に適したものを選択すると、各モードに応じたブレーキ油圧制御に自動的に切り替わり、駆動力を4輪に最適に分配するシステム。
駆動力は、デフロック機構を有するトルセン式センターデファレンシャルギアにより、解放状態の時は、前後40:60で配分されるが、路面状態や走行状態に応じて、前後30:70～50:50の間で変動する。
トランスファーは、サイレントチェーンを用いる駆動方式で、ギア比はH4選択時に1.000、L4選択時に2.618となる。

### 年表
2007年9月18日
フルモデルチェンジ。
岩石路、砂地路、急坂路など微妙な速度調節が必要となる路面状況で、エンジンとブレーキを自動制御して極低速を維持し、優れた車両安定性を実現する世界初のクロールコントロールを、また走行状況に応じて、前後スタビライザーの作動を最適に制御する日本初のキネティックダイナミックサスペンションシステム（KDSS）を設定する。「AX」のモノグレード設定に、KDSS、VGRS（バリアブル・ギヤ・レシオ・ステアリング）、木目調＋本革巻きステアリングホイール、ヒーター付き本革＆パワーシートなどを備えた「Gセレクション」を用意する。スーパーインテリジェント5速ATのみ。安全装備として、VSC（Vehicle Stability Control）、デュアル&サイド&カーテンシールドエアバッグ、アクティブヘッドレストを標準装備したほか、先進のプリクラッシュセーフティシステムを設定するなど、クラストップレベルの安全性能を追求した。「平成22年度燃費基準」を達成。さらに、NOx（窒素酸化物）・NMHC（非メタン炭化水素）を低減し、「平成17年基準排出ガス50%低減レベル」の認定を取得する。エンジンイモビライザーシステム、侵入センサー・傾斜センサーを採用したオートアラームなど、機能を高めた盗難防止システムを標準装備する。
なお日本国内向けの200系は、100系に採用されていた2UZ-FE型をVVT-i化し出力を向上させたものを搭載。ATは5速でディスチャージヘッドランプやムーンルーフは装備されない。
2009年4月16日
一部改良。（5月6日発売）
全車2UZ-FE型エンジンを、クラウンマジェスタやレクサス・LS460と同じ新世代の1UR型へ換装。ただし車の性格にあわせてトルク重視のチューニングを行っており、燃料の供給方式をポート噴射式へ変更（よって型式は1UR-FE型となる）。最高出力を318PSへダウン（それでも2UZ型に比べ30PS以上の出力向上）させる代わりに最大トルクを46.9kgf・mまで向上させ、かつATも6速化されて燃費も向上（「AX」は、10・15モード燃費を7.1km/L（従来型比約8 %向上）、「AX Gセレクション」は6.9km/L（従来型比約5 %向上）している。
また80系時代には標準装備であり、リクエストの多かったチルト&スライド電動ムーンルーフを新設定した（後述する「ZX」は標準装備、その他グレードにオプション）。
新たに追加された新グレードの「ZX」は、100系で登場した「シグナス」の後継にあたるグレードであり、「ZX」専用デザインの20インチアルミホイール&タイヤ（LX570とタイヤサイズは同じ）やLX570と同じエアロタイプのサイドステップにリアスポイラー、チルト&スライド電動ムーンルーフ、サイドビューカメラ等を標準装備するなどした。また、HDDナビゲーションシステム&トヨタプレミアムサウンドシステム（18スピーカー）も標準装備するなど、装備を充実させて“トヨタ版LX570”と呼ぶにふさわしいプレミアムグレードとなっている。
なお「ZX」の4WDシステムには、やはりLX570と同じ“4-Wheel AHC&AVS”を採用し、オンロードとオフロードの走行性能を高めながら快適な乗り心地を追求している。
2010年7月13日
一部改良。（8月2日発売）
ランドクルーザー誕生60周年を記念し、シート表皮・ドアアームレストにブラックレザーを採用し、クォーターピラーに専用エンブレムを、スマートキーに専用ロゴを配した記念パッケージ「ZX 60th Black Leather Selection」および「AX G 60th Black Leather Selection」を新設定。また、主に官公庁向けとして装備を簡略化して価格を抑えた5人乗りグレード「GX」を新設。
2011年12月19日
マイナーチェンジ。（2012年1月6日発売）
「GX」を除く全グレードにおいて、走行環境に応じてスイッチ操作でトラクションやブレーキ制御を切り替え、オフロードの走破性を高めるマルチテレインセレクトや車載カメラの映像から周囲の路面状況を確認できるマルチテレインモニター（メーカーオプションのHDDナビゲーションシステムの装着とセットで装備）を採用。クロールコントロールの速度設定を3段階から5段階に増やすとともに、タイトなコーナーでの回転性を高めるターンアシスト機能を追加した。
デザインにおいてはフロント周り、リアコンビランプ、アルミホイール等を変更するとともに、プロジェクター式ヘッドランプやLEDポジショニングランプを新採用。「GX」を除く全グレードにおいてはドアミラーをサイドターンランプ付に、フロントワイパーは雨滴センサー付のオートタイプにそれぞれ変更した。さらに、「ZX」にはステアリングヒーター（「AX Gセレクション」にも装備）を追加し、フロント・サードシートの機能追加を行った。
ボディカラーの入れ替えを行い、「グリーンマイカメタリック」と「ゴールドマイカメタリック」を廃止、新色の「アティチュードブラックマイカ」と「ベージュマイカメタリック」を追加、内装色はシェルを追加して3色となった。
2013年1月8日
一部改良。
「GX」を除く全車にバイキセノン式（ディスチャージ）ヘッドランプ（オートレベリング機構付）を採用した。
2013年8月
一部仕様変更。
高遮音フロントウインドシールドガラスを全車に採用した。（公式発表なし）
2014年8月25日
特別仕様車「ZX "Bruno Cross"」を発売。
「ZX」をベースに、スーパークロームメタリック塗装のアルミホイールやプレミアムナッパ本革のシートを採用し、ドアミラーにメッキ加飾を施した。また、スマートキーを専用デザインに、キーボックスや車検証入れを本革仕様にそれぞれ変更した。
2015年8月17日
マイナーチェンジ。
前後を中心にデザインが一新され、エンジンフードからフロントグリルまで凸形状を保ちながらフードセンター部をえぐり、3本のグリルバーの上下にメッキを施したフロントマスクを採用。ヘッドランプはLED化するとともに、破損回避のためランプ類を奥側に配置し、フロントグリルからランプに連続したグリルフレームと一体感のあるデザインに変更。リアはライセンスプレートガーニッシュとリアコンビネーションランプ下側をつなぐデザインとし、リアコンビネーションランプもバックドアパネルから連続するデザインに変え、ハイリフトなイメージを表現するため、赤ランプを高い位置にレイアウトした。アルミホイールもデザインを変え、「ZX」に採用の20インチアルミホイールは切削・光沢処理とグレーのコンビネーションを施したV字デザインを組み合わせに。「AX」と「AX"Gセレクション"」に採用の18インチアルミホイールは放射状に広がる5本のツインスポークによる立体的なデザインとした。ボディカラーは「カッパーブラウンマイカ」と「ダークブルーマイカ」を追加して9色に拡大した。
内装は金属を削り出したようなヘアライン処理を施した加飾部とソフトな表皮巻を組み合わたほか、センタークラスターはスイッチや表示類を集約して機能ごとにまとめて配置。オプティトロンメーターはクルマの状況が一目で把握できる6眼メーターを採用し、盤面にもヘアライン加飾を施したほか、中央には4.2インチTFTカラー液晶画面を配置した。シート表皮にはセミアニリン本革を採用し、天井色にもブラックを追加。内装色にはブラウンを追加して4色展開とした。
安全性能も強化され、ミリ波レーダーと単眼カメラを組み合わせ、歩行者検知機能付衝突回避支援型プリクラッシュセーフティ、レーダークルーズコントロール（ブレーキ制御付）、レーンディパーチャーアラート（LDA）、オートマチックハイビーム（AHB）で構成された歩行者対応衝突回避支援パッケージ「Toyota Safety Sense P」をトヨタ車で初採用し、全車に標準装備。さらに、隣車線を走行する車両をレーダーで検知して車線変更時の後方確認をアシストするブラインドスポットモニター（BSM）を採用し、BSMのレーダーを利用して駐車場での後退時に接近する車両を検知してドライバーに注意喚起するリヤクロストラフィックアラートを設定。急ブレーキをかけるとハザードランプを自動的に点滅させて後続車両に注意喚起する緊急ブレーキシグナルも全車に標準装備した。
「GX」でもクロールコントロール＋ターンアシスト機能、マルチテレインセレクト、「Toyota Safety Sense P」など機能装備はすべて標準装備されており、機能装備よりサンルーフや本革シートや18インチアルミホイールなど高級さを付加した輸出向け「GX-R」グレードより機能装備は優れている。
また、車両下の情報やタイヤ位置の確認ができるアンダーフロアービューとディスプレイ上に地平線を水平表示することで前方の路面形状や車両の傾きを直感的に確認することができるフロントビュー回転表示の2つの世界初の機能を備えたマルチテレインモニターとマルチインフォメーションディスプレイ内に四輪それぞれの空気圧を表示するタイヤ空気圧警報システム（TPWS）を新たに設定した。
2016年8月29日
トヨタ店創立70周年記念特別仕様車「ZX G-FRONTIER"」を発売。
「ZX」をベースに、20インチアルミホイールをブラック塗装+切削光輝仕様に変更したほか、クロームメッキ+シルバー塗装の専用ルーフレールやキルティングステッチ加工を施したプレミアムナッパ本革シート表皮などを特別装備した。ボディカラーは「ブラック」をはじめとする8色が設定される。
2017年7月20日
一部改良。
サイドターンランプ付電動格納式リモコンカラードドアミラー（「GX」のみオプション設定、その他のグレードは標準装備）にオート格納機能を追加し、乗降時にステアリングが自動的にスライドするパワーイージーアクセスシステム（運転席）を「ZX」に標準装備。また、トレーラーなどを牽引するトレーラーヒッチを装着するためのヒッチメンバーを全車にオプション設定した（ヒッチメンバーを装備した場合、リアバンパーの形状が変わり、カバー付となる）。
内装色には新たに「ニュートラルベージュ」を採用（「GX」の一部ボディカラーを除いて注文時の指定が必要）。スマートキーをランドクルーザーのロゴ入りデザインに変更した。
2018年4月
衝突回避支援パッケージの名称を「Toyota Safety Sense P」から、「Toyota Safety Sense」に変更。（公式発表なし）
2018年8月
ライセンスプレートランプがLED化され、ドアミラー足元照明に車名ロゴが浮上する仕様へ変更された（「ZX」、「AX Gセレクション」にメーカーオプション）。
2020年5月1日（補足）
東京都を除く全ての地域での全車種併売化に伴い、大阪トヨペットを除くトヨペット店、カローラ店、ネッツトヨタ東都を除くネッツ店及び大阪トヨタでの販売を開始。特に、大阪トヨタは社名変更に伴って大阪トヨペットに取扱を移行して以来、約13年9か月ぶりの取扱再開となった。
- 2007年9月発売型（2007年8月-2012年1月）
AX Gセレクション リア
- 2012年1月改良型（2012年1月-2015年8月）
リア
- 車内
- 2015年8月改良型（2015年8月-）
AX Gセレクション リア
- 2015年8月改良型（2015年8月-）
ZX（モデリスタエアロ装着車）
- 2015年8月改良型（2015年8月-）
ZX リア（モデリスタエアロ装着車）
- 2015年8月改良型（2015年8月-）
ZX 車内

## 300系（2021年 - ）
2021年（令和3年）6月10日（日本時間同日2時30分、UAE時間6月9日21時30分）、フラッグシップモデルとなるステーションワゴンタイプを14年ぶりにモデルチェンジ、中東地域を中心にオンラインで300系が世界初公開された   。日本国内においては公式発表前の予約の段階で注文が相次ぎ、年間計画台数（5,000台）の3.6倍となる18,000台の受注を記録し、納車は5年待ちになるという異例の事態となった。納車待ちの間に仕様変更が行われ「新車なのに仕様が古い」という事態を避けるため、トヨタ自動車は受注を一時停止することを2022年（令和4年）7月1日に発表した 。
全体のスタイリングは200系後期型からのキープコンセプトであるが、フロントグリルはさらに拡大され、グリル横方向のバー、リアコンビネーションランプ、ホイールアーチ形状などで水平基調となっている。
シャーシ・ボディ
- ラダーフレーム構造を踏襲しつつ、TNGAに基づく「GA-Fプラットフォーム」へ刷新され、最新の溶接技術の採用などによりフレームが高剛性且つ軽量化。後述するパワートレインの搭載位置が後方・下方へ移動された。
- ボディは高張力鋼板の採用が拡大され、ボンネット・ルーフ・ドアパネルがアルミニウム化された。
- これらにより、200系比で約200 kg軽量化され、低重心化や前後重量配分も改善された。

パワートレイン
- エンジンはガソリンエンジンに加え、日本国内向けとしては100系以来となるディーゼルエンジンが復活。ガソリン・ディーゼル共にV型6気筒のツインターボとなり、ガソリンエンジンは3.5 LのV35A-FTS型、ディーゼルエンジンは3.3 LのF33A-FTV型となった。

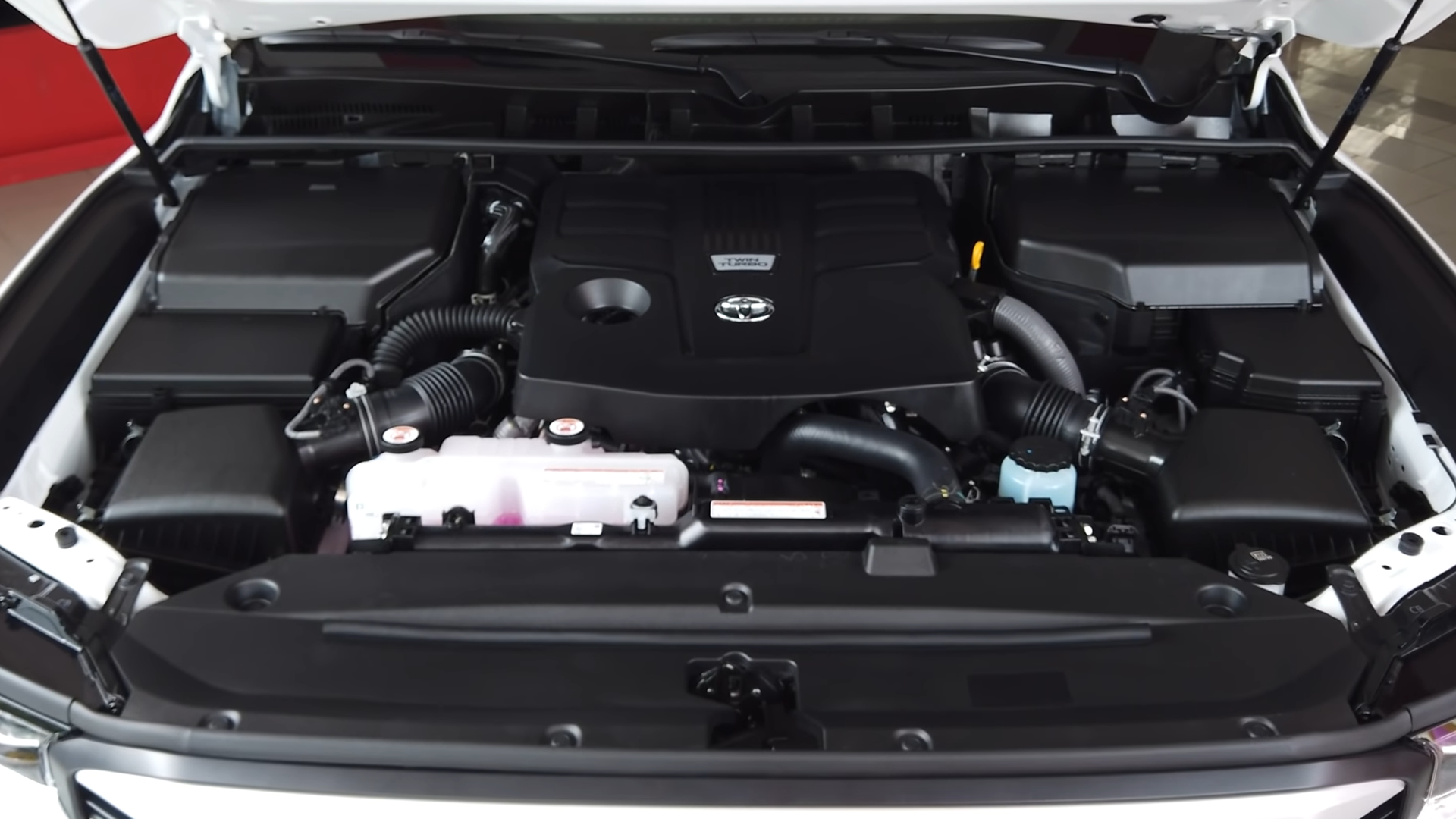
V35A-FTS型ガソリンエンジン

- トランスミッションは10速に多段化されたAT「Direct Shift-10AT」となり、ガソリン・ディーゼルそれぞれのエンジンに合わせて駆動力特性と変速タイミングを変えている。
- ハブボルトはM14の6本、PCDは3世代ぶりに139.7 mmに戻った。

サスペンション
- サスペンションは200系同様、フロントにはハイマウント・ダブルウィッシュボーン式を、リアにはトレーリングリンク車軸式をそれぞれ採用。高い悪路走破性を持つ80系（前後リジッドアクスル）を開発のベンチマークに据え、ラダーフレーム形式とホイールベースを維持した[47]。その際、リアは乗り心地と操舵安定性の向上を図るため、ショックアブソーバーの配置を最適化する改良が施された。
- 200系から引き続き採用されているAVSは操舵安定性と乗り心地の両立を図るため、リニアソレノイドタイプとなった。

装備
- 新たに、トヨタ車で初となる指紋認証スタートスイッチを採用（「GX」はメーカーオプション、その他のグレードは標準装備）。スマートキーを携帯し、ブレーキを踏みながらスタートスイッチに搭載された指紋センサーをタッチすると車両に登録されている指紋情報と照合し、指紋情報が一致しなければエンジンが始動しない仕組みとなっている。
- 200系の2015年（平成27年）8月マイナーチェンジモデルから導入されている予防安全パッケージ「Toyota Safety Sense」は最新化され、既存のプリクラッシュセーフティ（歩行者[昼夜]・自転車運転者[昼]検知機能付衝突回避支援タイプ/ミリ波レーダー+単眼カメラ方式）に、交差点右折時の対向直進車や右左折時の対向方向からくる横断歩行者の検知機能が追加され、新たに、緊急時操舵支援機能と低速時加速抑制機能を追加。パーキングサポートブレーキは静止物との接触を緩和する機能を追加したクリアランスソナーによる前後方静止物、レーダーで検知する後方接近車両、カメラで検知する後方歩行者の3つに対応。
- BSMには、停車中に開いたドアに自転車を含む後方車両が衝突する可能性が高いと判断された際にドアミラーのインジケーターとブザーで注意喚起する停車時警報機能も搭載された[注 21]。

GR SPORT
300系ではランドクルーザー初の「GR SPORT」を設定。外内装の変更だけでなく足回りを強化するといった専用装備が盛り込まれている。
- 前後のスタビライザーを独立して自動で電子制御させ、路面状況や前後輪それぞれの状況に応じてより細かに効果を変化させる世界初のE-KDSSが採用され、ばね定数やAVSもE-KDSSの採用に合わせて最適化。サスペンションストロークが大きく伸ばされたことで、歴代モデル内で最長となるホイールアーティキュレーションを実現させている。また、電動デフロックをリア（「GR SPORT」以外のグレードはメーカーオプション設定）だけでなくフロントにも装備し、様々な悪路環境における走破性が強化された。
- 外観は「TOYOTA」ロゴとメッシュパターンを配したラジエターグリルをはじめ、バンパー（フロント・リア）やリアマットガードを専用品に、モールド（モール）類（ホイールアーチ・ロッカー）をブラックの専用品に、18インチアルミホイールをマットグレー塗装に、アウトサイドドアハンドルとドアミラーをブラック塗装にそれぞれ変え、エンブレム類はリアトヨタエンブレムがアクリル+ブラック、車名ロゴがブラック塗装となり、フロント・サイド・リアにGR専用エンブレム[注 22]が追加され、バックドア下端デカールも追加された。
- 内装は本革巻ステアリングホイールの加飾とインテリアオーナメントの一部（ドアアームレスト・フロントコンソールアッパーパネル）に切削カーボン調を、内装色にブラック/ブラック&ダークレッドが採用され、本革巻きステアリングホイールの下部・フロントシート・スマートキーにGRエンブレムを配し、メーカーオプションのT-Connectナビゲーションシステムも専用オープニング仕様となる[注 23]。

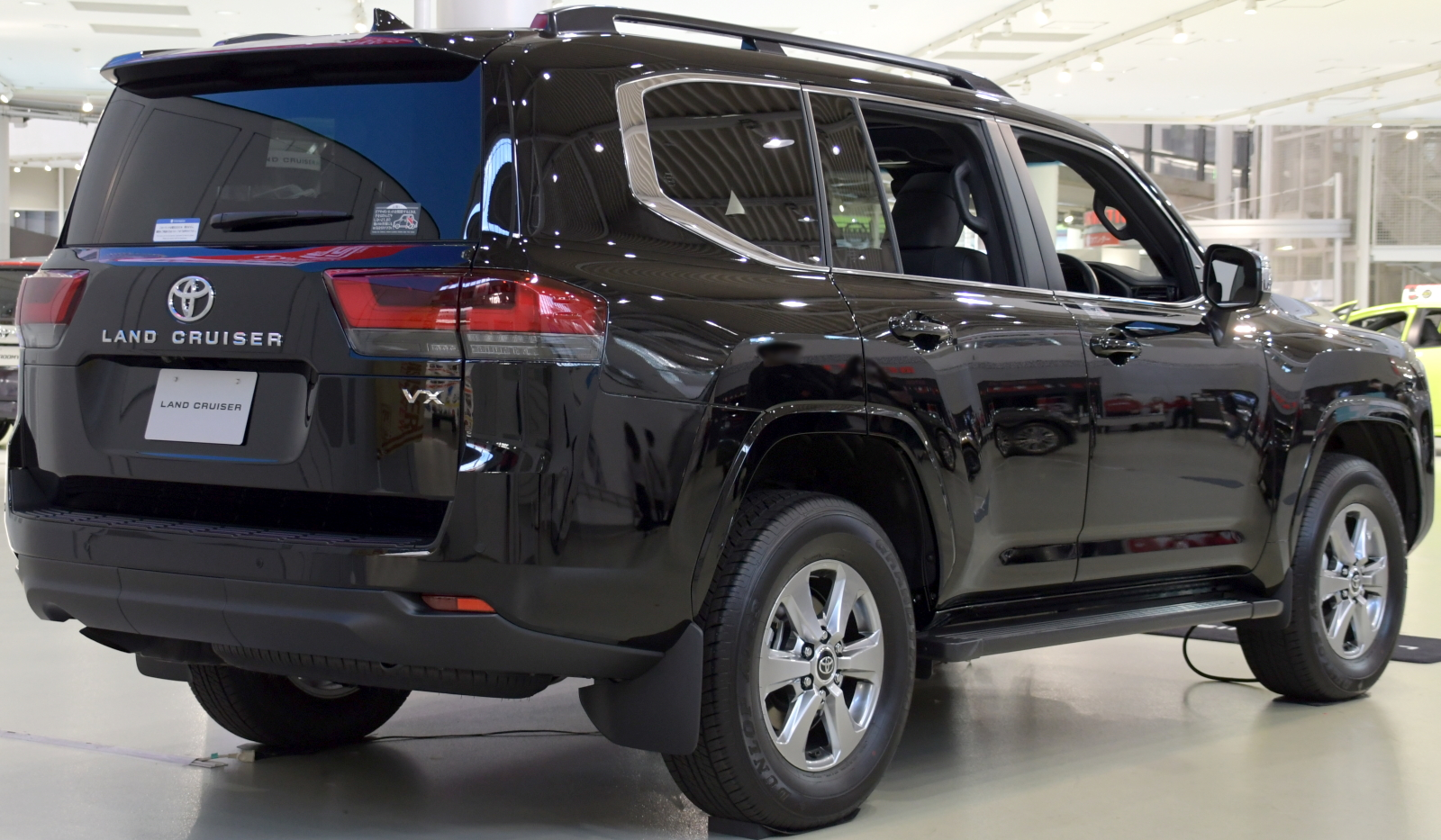
VX（リア）
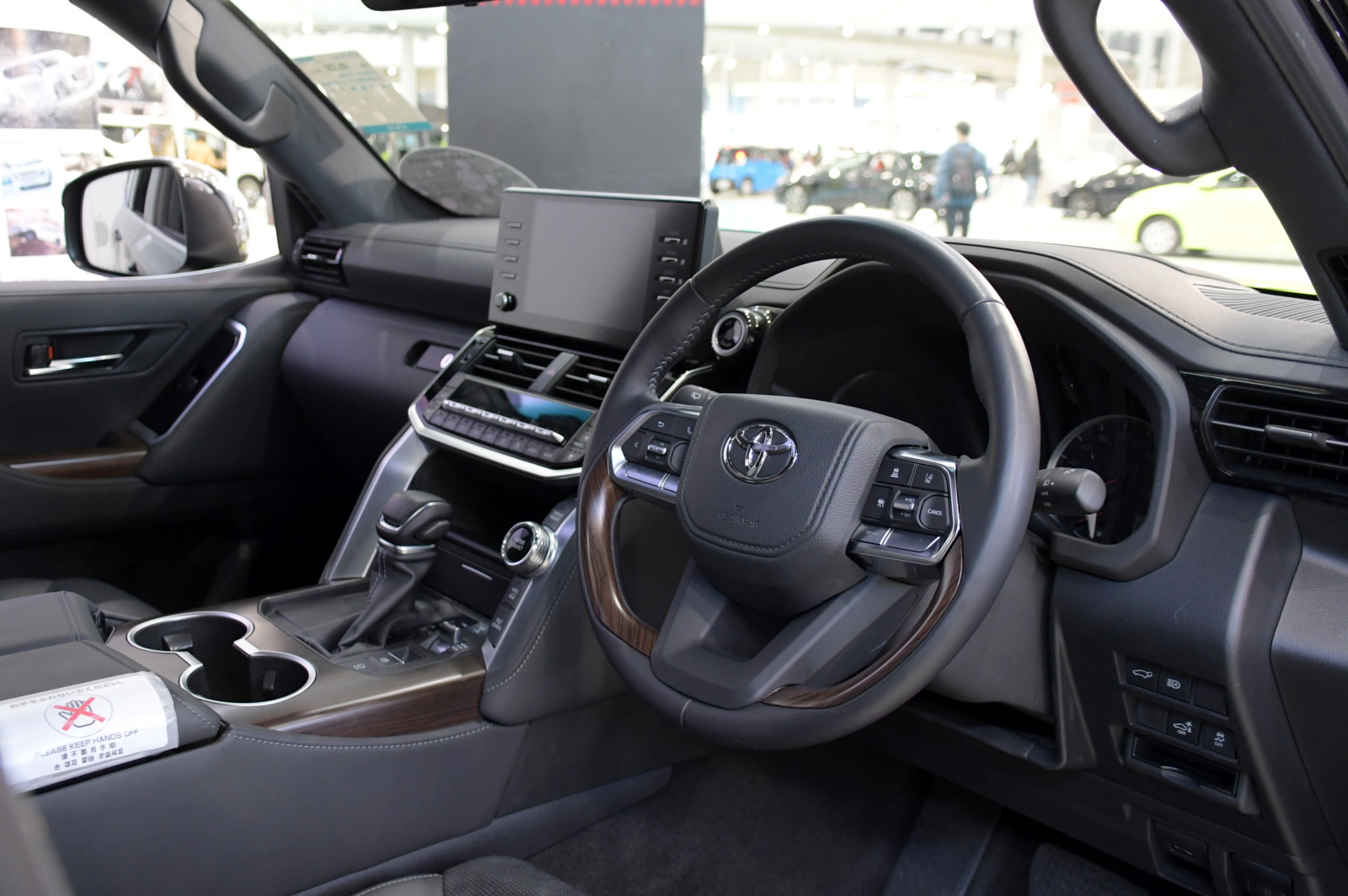
VX（車内）

### 年表
2021年（令和3年）6月10日
300系をオンラインで世界初公開。同年夏以降に世界各地で販売を開始。
2021年（令和3年）8月2日
日本で正式にフルモデルチェンジを発表、発売。
グレード体系は、「GX」、「AX」、「VX」、「GR SPORT」、「ZX」の5グレードが設定され、「GX」はガソリン・5人乗り専用グレード、「AX」と「VX」はガソリン・7人乗り専用グレードとなり、「GR SPORT」と「ZX」はガソリン・7人乗り仕様とディーゼル・5人乗り仕様が設定される。
ボディカラーは200系（2020年6月改良モデル）からホワイトパールクリスタルシャイン（カラーコード070。メーカーオプション）、グレーメタリック（1G3）、ブラック（202）、ダークレッドマイカメタリック（3Q3）の4色を踏襲し、新色のアバンギャルドブロンズメタリック（4V8。「GR SPORT」は除く）と「GR SPORT」・「ZX」専用色のプレシャスホワイトパール（090。メーカーオプション）を追加。これに伴い、ホワイトパールクリスタルシャイン（070）は「GX」・「AX」・「VX」専用色へ移行。
2025年3月24日
一部改良を実施。
法規対応として衝突被害軽減ブレーキの機能強化やイベントデータレコーダーの対応、サイバーセキュリティへの対応、ディーゼル車の路上走行時の排出ガス規制への対応が行われたほか、装備面ではメータークラスターをTFTカラーメーターに刷新（GX・AXは7インチ、GR SPORT・VX・ZXは12.3インチ）したほか、8インチディスプレイオーディオを全車標準装備とし、GXを除くグレードでは12.3インチディスプレイオーディオPlusをメーカーオプション設定した。また、盗難防止対策として、「My TOYOTA+」アプリからの操作により車両の始動をロック出来る「マイカー始動ロック」機能をトヨタ車では初めて装備すると共にスマートキー所有者が近くにいない場合のドア解除やエンジン始動を抑制する「スマートキー測位システム」を全車標準装備し、指紋認証スタートスイッチを全車標準装備とした。

## 250系（2024年 - ）
2023年（令和5年）8月2日に新たな中核モデルとして位置づけられる250系がワールドプレミアされ、プロトタイプを披露するとともに、主な概要も発表された。
プラットフォームは300系と同じGA-Fプラットフォームとし、電動パワーステアリングやトヨタブランドで初採用となるフロントスタビライザーの状態をスイッチ操作で切り替えることが可能なSDMが採用される。
エンジンには2.4Lガソリンターボ（ダウンフォースエンジン）のT24A-FTS型、2.7Lガソリンの2TR-FE型、2.8 L直噴コモンレールディーゼルターボの1GD-FTV型の3種類が用意され、ディーゼルターボには48 Vマイルドハイブリッド、ガソリンターボにはパラレルハイブリッドと、環境性能向上（排出ガス規制対応）のため、ランドクルーザーでは初となるハイブリッド仕様も設定される。
日本では2024年（令和6年）4月18日に発売が開始され、エンジンは150系で実績のあるガソリンとディーゼルターボの2種類を改良のうえ設定。「VX」と「ZX」をベースにした特別仕様車の「First Edition」が設定される。

## モータースポーツ

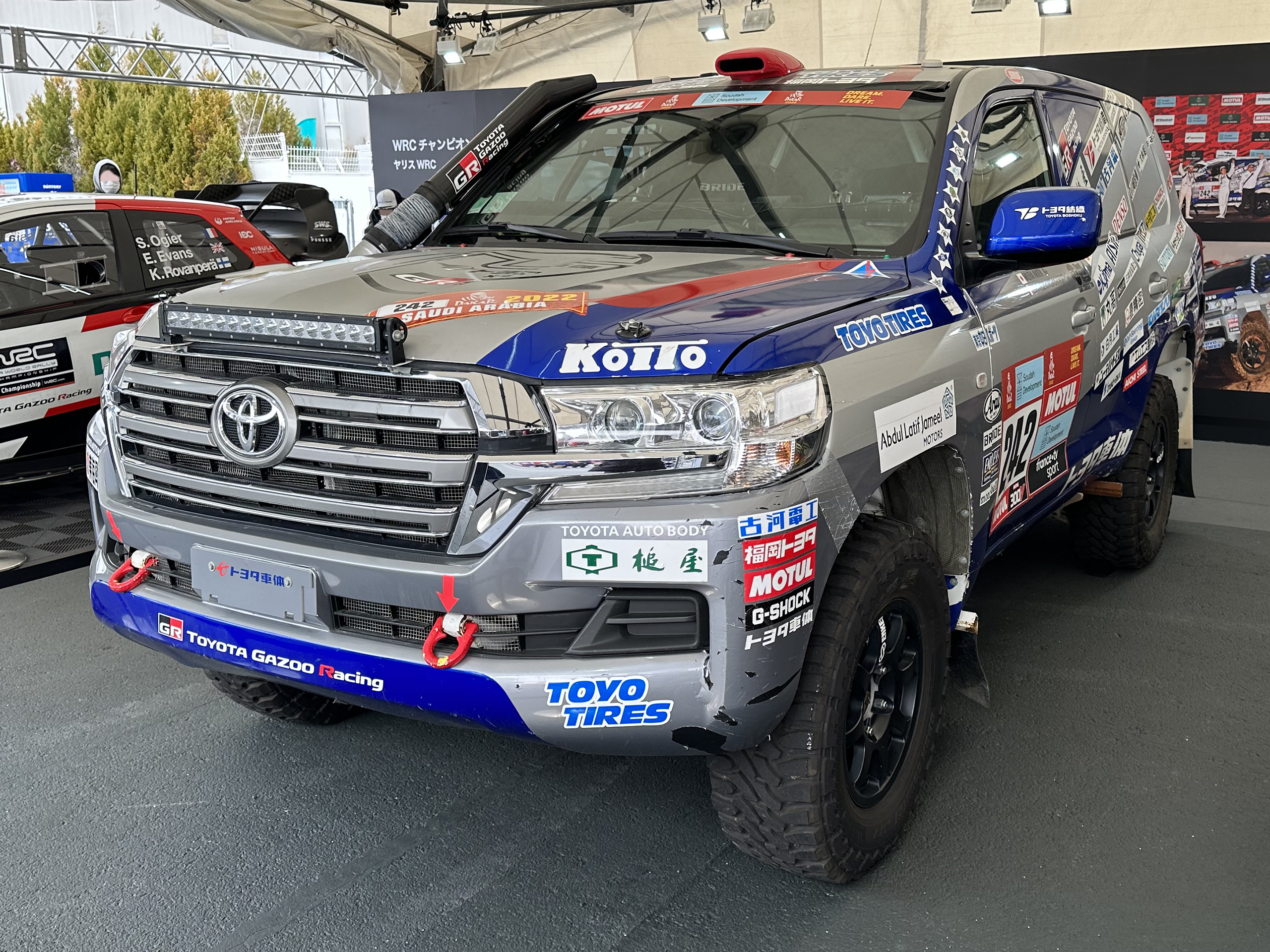
TLCのランドクルーザー（2022年）

その高い走破性と耐久性を買われ、1979年の第1回パリ=ダカールラリーには25台ものランドクルーザーが参戦するなど、古くからラリーレイドに参戦するプライベーターに愛用されてきた。1985年にはFJ60がパリ=ダカールラリーで総合3-4位を獲得している。
1995年にはトヨタの子会社であったアラコが「トヨタ・チーム・アラコ (TTAR)」を組織して、パリ=ダカールラリーの市販車無改造クラスに80系で参戦を開始。2004年にアラコの車体部門はトヨタ車体に吸収合併されたが、「チームランドクルーザー (TLC)」と名を変えて参戦を継続している。車両の競技用への改造は、フランスのコンストラクターであるSMGが担っており、ゆえにマシンは左ハンドルとなっている。同活動は1995年から2025年現在までの30回の開催中、6連覇と12連覇を含む合計23回の優勝を手にしている。また2002年には総合でも9位に入った。近年のラリーレイドはプロトタイプの先鋭化、並びにサイド・バイ・サイド・ビークル（SxS、UTV）のような軽量バギーカーの大流行に合わせてルート設定が難化しているため、同クラスのエントリー数自体はごく僅かになっているものの、引き続き車作りのためにダカールでの活動を続けている。
また2007年から、チームランドクルーザーは愛知県の学校などから集めた廃油を精製したバイオディーゼルを燃料に用い始め、2012年には100%バイオディーゼルの燃料でダカール9,000kmを走破することに成功した。これにより、軽油を用いた場合と比較してCO2排出量を60%軽減するとしている。ただしコロナ禍により2020年度は取り組みを停止している。また2020年にはAT車（オートマチックトランスミッション）を採用して挑戦した。
2009年にはベルギーのプライベーターが、フィッシュ・アンド・チップスの屋台車仕様のHJZ79型ランドクルーザーで参戦。第1ステージが終了した後、実際にフィッシュ・アンド・チップスが調理され人々に振る舞われた。その後も無事に走り続け、総合58位で完走しきった。

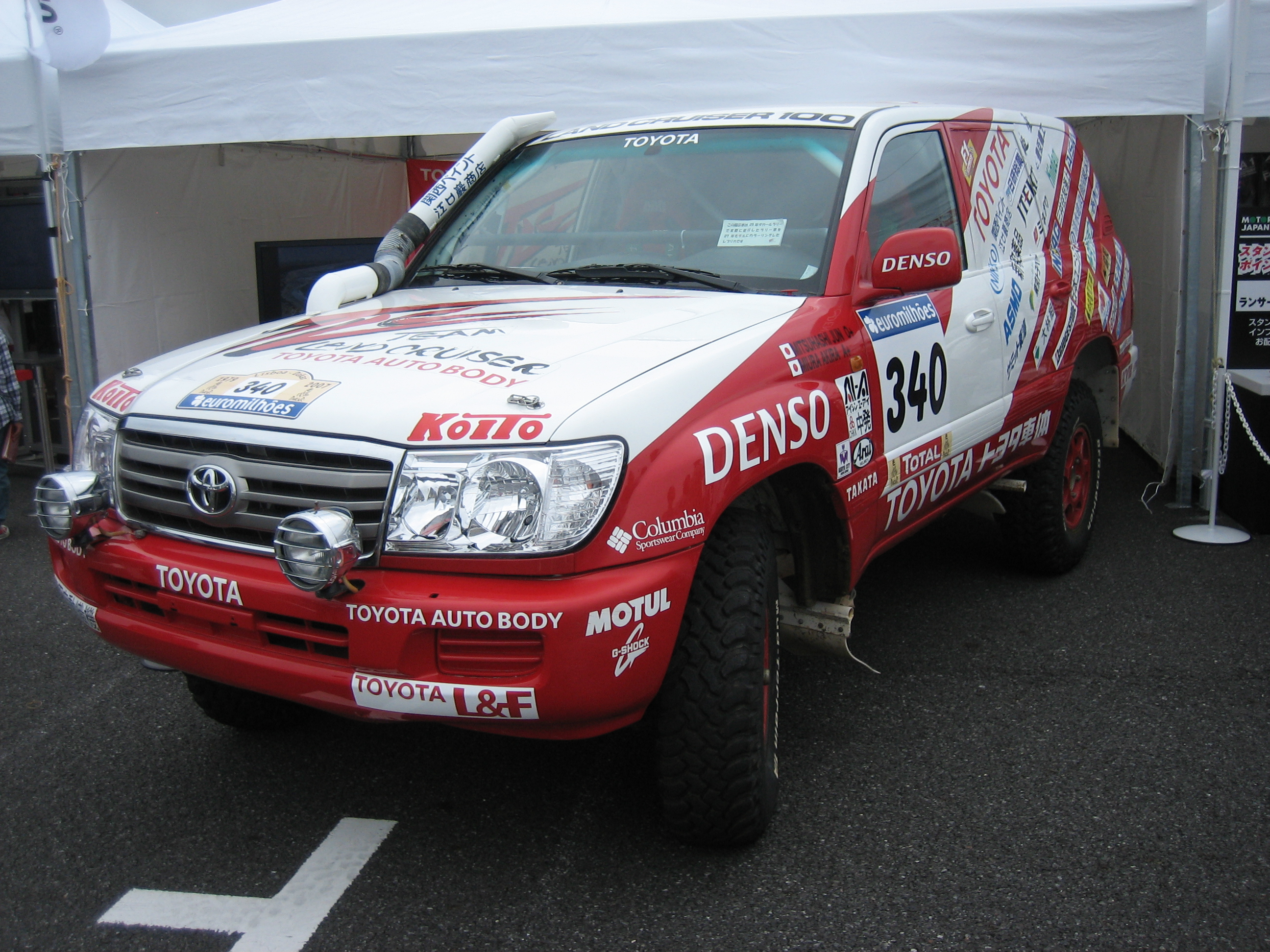
2007年パリダカのトヨタ車体TLC
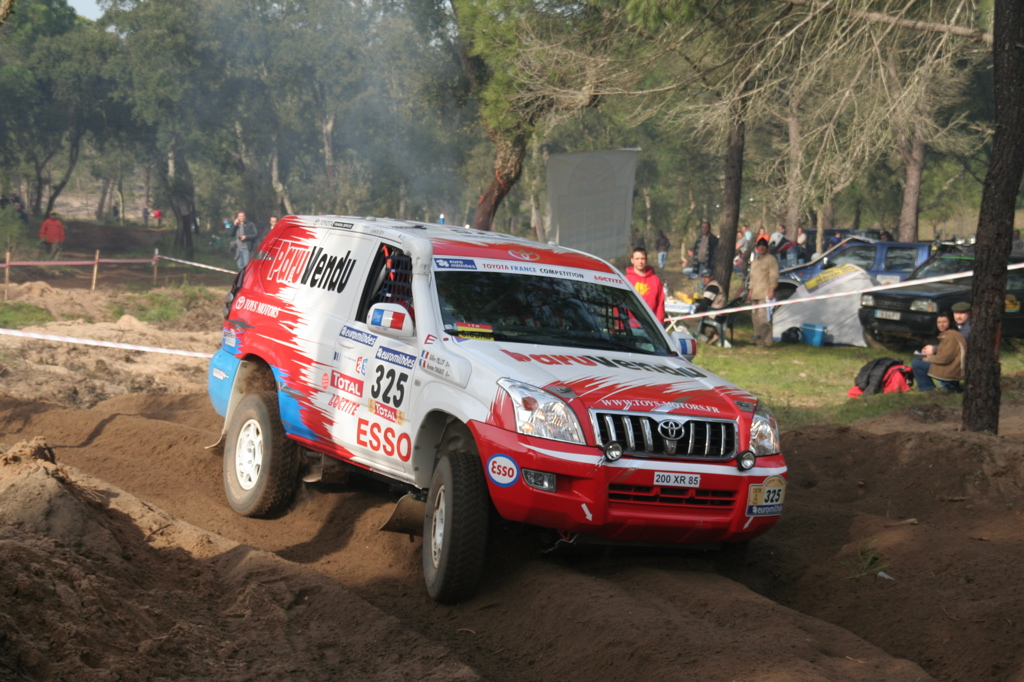
2007年パリダカのプライベーター
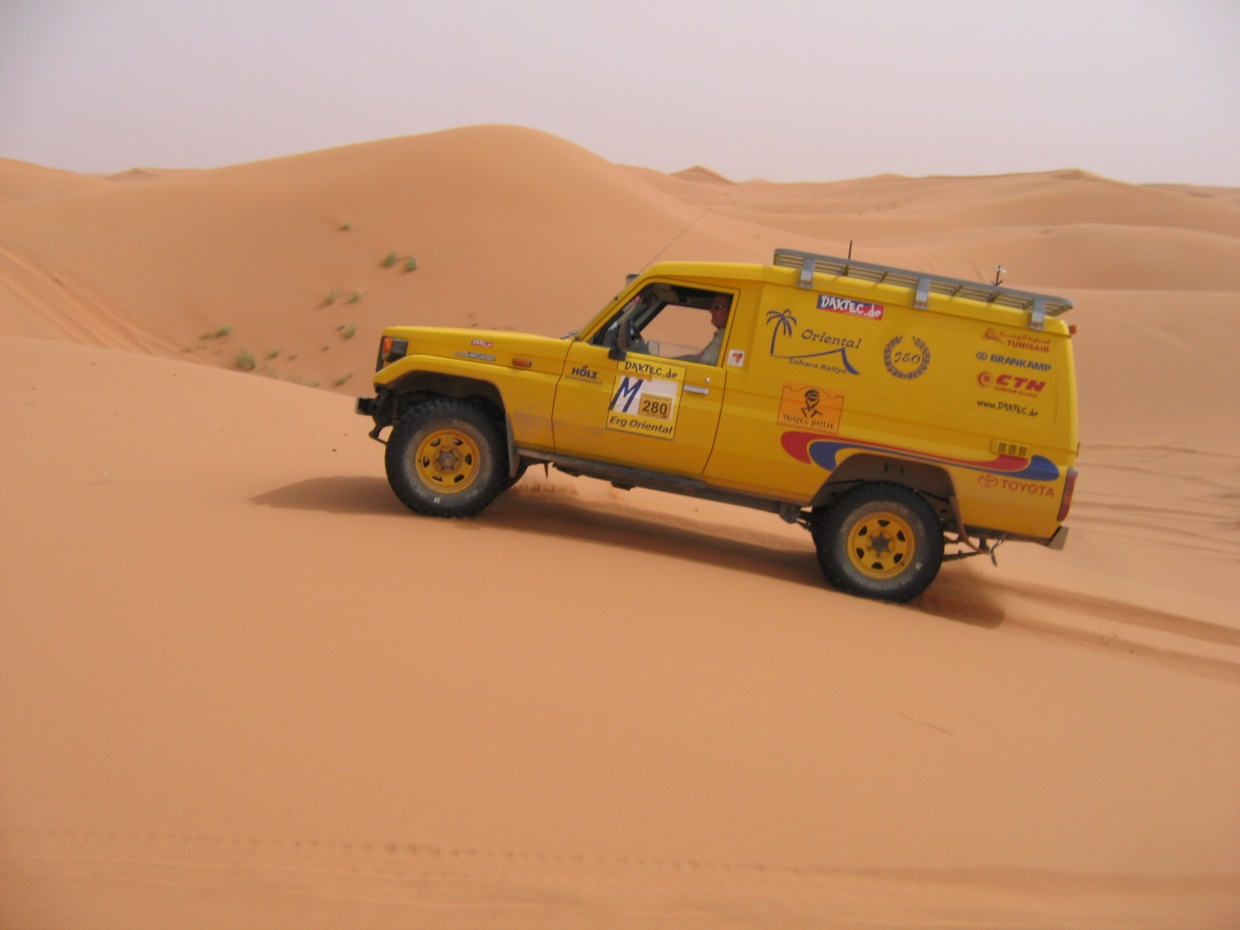
1989年トゥアレグラリー
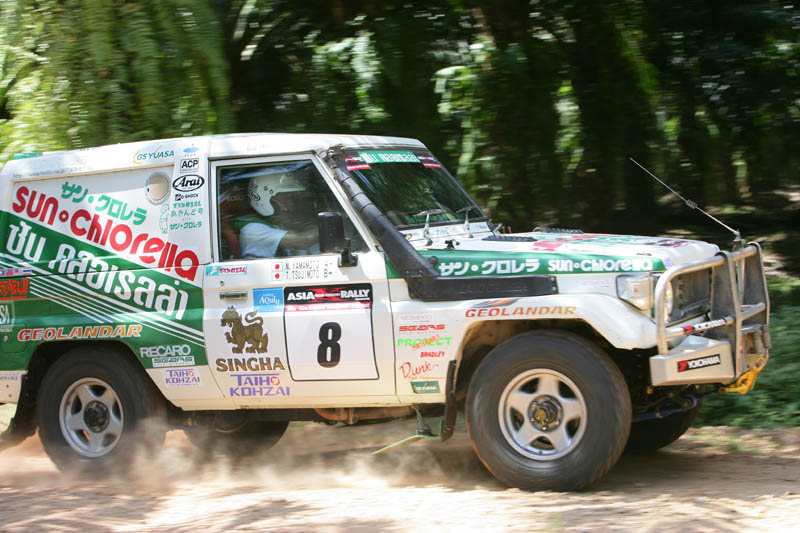
2008年アジアクロスカントリーラリー
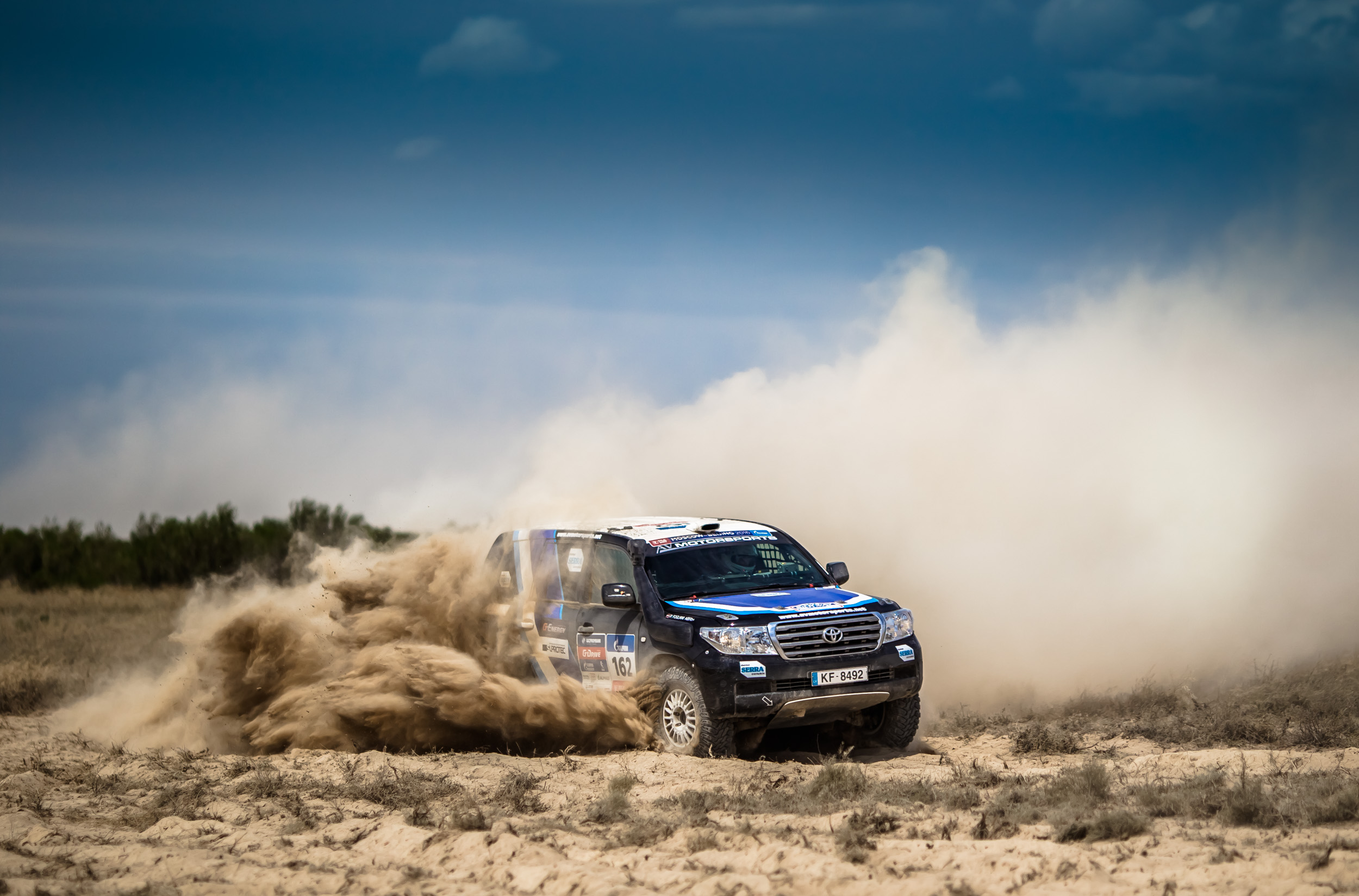
2016年シルクウェイラリー

## 取扱店の変遷
- トヨタディーゼル店（1957年-1988年）
  - 1957年から1958年にかけて札幌、宮城（仙台）、東京、横浜、静岡、名古屋、大阪、神戸、福岡トヨタディーゼルの各販社が9都市に置かれ、1965年には埼玉（川口）と千葉が加わる。

※札幌トヨタディーゼル - 1973年にトヨタカローラ北海に組織変更されたため、以後は札幌トヨタで販売。
※宮城トヨタディーゼル - 1969年にトヨタカローラ宮城に組織変更されたため、以後は宮城トヨタで販売。
※埼玉トヨタディーゼル - 1969年にトヨタカローラ新埼玉に組織変更されたため、以後は埼玉トヨタで販売。
※千葉トヨタディーゼル - 1969年にトヨタカローラ京葉に組織変更されたため、以後は千葉トヨタで販売。
※東京トヨタディーゼル - 1980年1月に解散されたため、以後は東京トヨタで販売。
※横浜トヨタディーゼル - 1970年にトヨタカローラ東急に組織変更されたため、以後は神奈川トヨタで販売。
※静岡トヨタディーゼル - 1969年にトヨタカローラ東海に組織変更されたため、以後は静岡トヨタで販売。
※名古屋トヨタディーゼル - 1989年にトヨタカローラ名都（後にトヨタカローラ愛豊に吸収合併）に組織変更されたため、以後は愛知トヨタで販売。BJ73V/74Vをベースとした4ドア試作車の販売も行った。
※大阪トヨタディーゼル - 1972年にトヨタカローラ大阪に組織変更されたため、以後は（旧）大阪トヨタ自動車（現・大阪トヨペット）で販売。
※神戸トヨタディーゼル - 1970年にトヨタカローラ兵庫に組織変更されたため、以後は兵庫トヨタで販売。
※福岡トヨタディーゼル - 1970年にトヨタカローラ福岡に組織変更されたため、以後は福岡トヨタで販売。
- トヨタ店
  - トヨタディーゼル店が設置されなかった地域では、その地域のトヨタ店が登場時から取り扱っていた。
  - 名古屋トヨタディーゼルが長らく存続していた都合で愛知県（愛知トヨタ）のみ1989年1月（60系/70系）から。
  - 大阪府では前述の通り、大阪トヨタディーゼルより移管された（旧）大阪トヨタ自動車が取り扱っていたが、2006年8月8日の社名変更により、大阪トヨペットでの取り扱いへ移行された。
  - 東京都では前述の通り、東京トヨタディーゼルより移管された東京トヨタが取り扱っていたが、2019年4月1日の販売チャネル制度廃止に伴い、トヨタ西東京カローラとネッツトヨタ多摩以外の全販売店（トヨタモビリティ東京とネッツトヨタ東都）で取り扱われていた。
  - 千葉県では前述の通り、千葉トヨタディーゼルより移管された千葉トヨタの専売車種であったが、2019年4月1日より千葉トヨタとネッツトヨタ東都の併売となった。